# Liga Națională de handbal feminin 2013-2014
Liga Națională de handbal feminin 2013-2014 a fost a 56-a ediție a primului eșalon valoric al campionatului național de handbal feminin românesc, respectiv a 17-a ediție în sistemul Ligii Naționale. Competiția a fost organizată de Federația Română de Handbal (FRH). 
Sezonul 2013-2014 al Ligii Naționale de handbal feminin s-a desfășurat în sistem fiecare cu fiecare, cu tur și retur. 

## Formatul competiției
În ședința Consiliului de Administrație al Federației Române de Handbal din data de 15 iulie 2013 s-au hotărât modificări de substanță ale calendarului intern 2013-2014, față de cel precedent. Astfel, în sezonul 2013-2014 participă 12 echipe care vor juca tur-retur. După încheierea returului, echipele vor fi împărțite în două serii valorice, după cum urmează:
- prima serie este alcătuită din echipele clasate pe locurile 1–6;
- a doua serie este alcătuită din echipele clasate pe locurile 7–12;

Meciurile din prima serie valorică se vor disputa în sistem Play Off, iar cele din a doua serie valorică în sistem Play Out.
În plus față de sezoanele precedente, se vor acorda 3 puncte pentru un meci câștigat, în loc de 2. Pentru un meci egal se va acorda în continuare câte un punct fiecărei echipe.

### Play Off - Play Out, propunerea inițială
Conform hotărârii adoptate inițial de CA al FRH, Play Off-ul și Play Out-ul urmau să se desfășoare după cum urmează:

#### Faza I
Echipele din prima serie valorică ar fi disputat jocurile astfel:
- locul 1 – locul 4;
- locul 2 – locul 5;
- locul 3 – locul 6;

Echipele din a doua serie valorică ar fi disputat jocurile astfel:
- locul 7 – locul 10;
- locul 8 – locul 11;
- locul 9 – locul 12;

Meciurile s-ar fi desfășurat tur-retur. În caz de egalitate la puncte, departajarea câștigătoarei s-ar fi făcut în funcție de golaverajul după cele două meciuri, iar în caz de egalitate, în funcție de cele mai multe goluri marcate. Dacă egalitatea persista, se disputa un al treilea meci pe terenul celei mai bine clasate (echipa care a  găzduit jocul tur). După terminarea timpului regulamentar de joc, dacă rezultatul era egal, trebuiau executate aruncări de la șapte metri.
După încheierea acestei faze, în cadrul fiecărei serii valorice urmau să se formeze câte două grupe, a învingătoarelor (locurile 1-3, respectiv locurile 7-9) și a învinselor (locurile 4-6, respectiv locurile 10-12).
Meciurile Fazei I s-ar fi desfășurat pe 3, 7 și 10 mai 2014.

#### Faza a II-a
În această fază, meciurile din cele patru grupe s-ar fi disputat în sistem tur-retur, programul acestora fiind alcătuit după Tabela Berger, iar numerele de ordine stabilindu-se prin tragere la sorți.
După terminarea meciurilor din cadrul acestei faze urma să se întocmească clasamentul final, locurile 1-3, 4-6, 7-9 și 10-12.
Meciurile Fazei a II-a s-ar fi desfășurat pe 14, 17, 21, 24, 28 și 31 mai 2014.

### Critici
Noul sistem propus de Federația Română de Handbal a fost criticat de unii antrenori importanți precum Gheorghe Tadici, Eliodor Voica sau Costică Buceschi. În opinia acestora, sistemul ignora complet clasamentul de la sfârșitul sezonului regulat, echipele intrând în play off sau play out fără să existe nicio diferențiere la puncte între ele. În plus, pentru o echipă ar fi fost mai avantajos să termine pe locul șase, pentru a juca în play off cu ocupanta locului trei, teoretic mai slabă, decât să termine pe un loc fruntaș. Aceste lacune ar fi dus la o lipsă de motivație pentru cluburi în sezonul regulat și ar fi diminuat atractivitatea competiției. Antrenorul Tadici a criticat și aglomerarea calendarului, meciurile cele mai importante urmând a se juca în luna mai, ceea ce ar genera oboseală pentru handbalistele de la Națională.

### Play Off - Play Out, decizia finală
În urma criticilor, CA al FRH a adoptat o nouă hotărâre, în urma căreia Play Off-ul și Play Out-ul se vor desfășura după cum urmează:

#### Faza I
Echipele din prima serie valorică vor disputa jocurile astfel:
- locul 1 – locul 6;
- locul 2 – locul 5;
- locul 3 – locul 4;

Echipele din a doua serie valorică vor disputa jocurile astfel:
- locul 7 – locul 12;
- locul 8 – locul 11;
- locul 9 – locul 10;

Meciurile se vor disputa după sistemul „cel mai bun din 3 jocuri”. În caz de egalitate de puncte după primele două jocuri, se va disputa un al treilea meci, pe terenul echipei cel mai bine clasată (miercurea turul, sâmbăta returul, iar duminica al treilea joc, unde este cazul). Dacă rezultatul rămâne egal după al treilea joc, se vor executa aruncări de la șapte metri (conform Regulamentului).
După încheierea acestei faze, în cadrul fiecărei serii valorice se vor forma câte două grupe, a învingătoarelor (locurile 1-3, respectiv locurile 7-9) și a învinselor (locurile 4-6, respectiv locurile 10-12).
Meciurile Fazei I se vor desfășura pe 4, 10 și 11 mai 2014.

#### Faza a II-a
În această fază, meciurile din cele patru grupe se vor disputa în sistem tur-retur, programul acestora fiind alcătuit după Tabela Berger, iar numerele de ordine stabilindu-se prin tragere la sorți.
După terminarea meciurilor din cadrul acestei faze se va întocmi clasamentul final, locurile 1-3, 4-6, 7-9 și 10-12.
Meciurile Fazei a II-a se vor desfășura pe 14, 17, 21, 24, 28 și 31 mai 2014.
Modificările decise au fost incluse în Regulamentul de organizare și desfășurare a competițiilor naționale de handbal 2013-2014.

## Echipe participante
În sezonul 2012-2013, după retragerea din motive financiare a echipei Terom-Z Iași, în Liga Națională au evoluat doar 11 echipe. Din acest motiv doar HC Danubius Galați a retrogradat în Divizia A la sfârșitul anului competițional. În sezonul 2013-2014 se va reface numărul de 12 echipe participante. Pentru a evita situația din anul anterior, FRH a organizat meciuri de baraj între echipa retrogradată și echipele clasate pe locurile doi din seriile Diviziei A. Astfel, dacă o echipă nu se va înscrie sau se va retrage ulterior din Liga Națională, aceasta va fi înlocuită cu câștigătoarea meciului de baraj. Ulterior, FRH a publicat și regulamentul de desfășurare a turneului de baraj.
La sfârșitul sezonului competițional 2012-2013, CS Oltchim Râmnicu Vâlcea a terminat pe primul loc și a obținut al 19-lea titlu de campioană a României. În urma problemelor financiare, echipa din Râmnicu Vâlcea s-a desființat și a cedat locul său în Liga Națională unui club nou înființat de către municipalitate, HC Oltenia, redenumit HCM Râmnicu Vâlcea. În afara noii echipe vâlcene, în competiție iau parte și echipele nou promovate în 2013, Universitatea Neptun Constanța, câștigătoare a Seriei A a Diviziei A, și CSM Cetate Devatrans Deva, câștigătoare a Seriei B a Diviziei A.
Astfel, echipele care participă în sezonul competițional 2013-2014 al Ligii Naționale de handbal feminin sunt:
| - HCM Baia Mare - Universitatea Jolidon Cluj - HC Zalău - HC Dunărea Brăila - ASC Corona 2010 Brașov - HCM Roman | - CSM București - CSM Ploiești - SCM Craiova - HCM Râmnicu Vâlcea - Universitatea Neptun Constanța - CSM Cetate Devatrans Deva |

### Turneul de baraj
Turneul de baraj pentru obținerea unui eventual loc liber în Liga Națională în cazul retragerii altei echipe s-a desfășurat în Sala „Lucian Grigorescu” din București, între 16-18 august 2013. Au fost invitate să participe trei echipe, HC Danubius Galați, SC Mureșul Târgu Mureș, CSM Unirea Slobozia. Cele trei echipe participante la baraj au jucat câte un meci, pe principiul „fiecare cu fiecare”. Câștigătoarea turneului de baraj a fost HC Oțelul Galați.
| 16 august 2013 15:00 | HC Danubius Galați | 36 - 28 | SC Mureșul Târgu Mureș | Sala Lucian Grigorescu, București |
| 16 august 2013 15:00 | Glibko 9           | (17-14) | Moloci 9               | Sala Lucian Grigorescu, București |
| 16 august 2013 15:00 |                    |         |                        | Sala Lucian Grigorescu, București |

| 17 august 2013 13:00 | CSM Unirea Slobozia | 27 - 21 | SC Mureșul Târgu Mureș | Sala Lucian Grigorescu, București |
| 17 august 2013 13:00 | Nica 6              | (15-9)  | Moloci, Nagy 6         | Sala Lucian Grigorescu, București |
| 17 august 2013 13:00 |                     |         |                        | Sala Lucian Grigorescu, București |

| 18 august 2013 12:00 | HC Danubius Galați | 30 - 25 | CSM Unirea Slobozia | Sala Lucian Grigorescu, București |
| 18 august 2013 12:00 | Glibko 9           | (15-9)  | Simion 8            | Sala Lucian Grigorescu, București |
| 18 august 2013 12:00 | 1×                 |         |                     | Sala Lucian Grigorescu, București |

## Clasament
|  | Echipe calificate în Play-off         |
|  | Echipe calificate pentru locurile 1-3 |
|  | Echipe calificate pentru locurile 4-6 |

| Clasamentul la sfârșitul sezonului regulat | Fazele eliminatorii | Clasamentul final |
| ------------------------------------------ | ------------------- | ----------------- |

| Poz. | Echipa               | J  | V  | E | Î  | GM  | GP  | DG    | P  | Play-off / Play-out | Format cu 3 echipe | Rezultate finale     |
| ---- | -------------------- | -- | -- | - | -- | --- | --- | ----- | -- | ------------------- | ------------------ | -------------------- |
| 1    | HCM Baia Mare        | 22 | 21 | 0 | 1  | 622 | 472 | + 150 | 63 | Play-off            |                    | 1. HCM Baia Mare     |
| 2    | Corona Brașov        | 22 | 17 | 1 | 4  | 627 | 531 | + 96  | 52 | Play-off            |                    | 2. Corona Brașov     |
| 3    | HCM Roman            | 22 | 14 | 1 | 7  | 522 | 490 | + 32  | 43 | Play-off            |                    | 3. HC Dunărea Brăila |
| 4    | HC Dunărea Brăila    | 22 | 13 | 2 | 7  | 519 | 486 | + 33  | 41 | Play-off            |                    | 4. „U” Jolidon Cluj  |
| 5    | „U” Jolidon Cluj     | 22 | 12 | 0 | 10 | 626 | 597 | + 29  | 36 | Play-off            |                    | 5. HCM Roman         |
| 6    | HC Zalău             | 22 | 11 | 1 | 10 | 503 | 503 | 0     | 34 | Play-off            |                    | 6. HC Zalău          |
| 7    | CSM București5)      | 22 | 11 | 1 | 10 | 531 | 538 | - 7   | 33 | Play-out            |                    | 7. CSM București     |
| 8    | CSM Cetate Deva3)    | 22 | 8  | 3 | 11 | 554 | 550 | + 4   | 27 | Play-out            |                    | 8. SCM Craiova       |
| 9    | Neptun Constanța2)   | 22 | 6  | 2 | 14 | 511 | 581 | - 70  | 20 | Play-out            |                    | 9. CSM Cetate Deva   |
| 10   | SCM Craiova4,6)      | 22 | 6  | 3 | 13 | 487 | 535 | - 48  | 19 | Play-out            |                    | 10. HCM Rm. Vâlcea   |
| 11   | CSM Ploiești         | 22 | 4  | 1 | 17 | 507 | 624 | - 117 | 13 | Play-out            |                    | 11. Neptun Constanța |
| 12   | HCM Râmnicu Vâlcea1) | 22 | 0  | 3 | 19 | 514 | 616 | - 102 | 3  | Play-out            |                    | 12. CSM Ploiești     |

1 S-a înscris în Liga Națională după ce CS Oltchim Râmnicu Vâlcea i-a cedat locul
2 Câștigătoare a Diviziei A 2012-2013, Seria A
3 Câștigătoare a Diviziei A 2012-2013, Seria B
4 Deși SCM Craiova și CSM Cetate Devatrans Deva au terminat la egalitate, scor 20-20 (12-10), SCM Craiova a fost depunctată de FRH pentru „declarații neconforme la legitimare” în cazul handbalistelor Anca Amariei și Claudia Hașegan. FRH a decis că SCM Craiova va pierde punctul obținut în Etapa a III-a.
5 Echipa CSM București a fost penalizată cu un punct după ce a achitat cu întârziere amenda stabilită de FRH pentru cartonașul roșu primit de Irina Glibko în etapa a XII-a
6) SCM Craiova a fost penalizată cu un punct pentru că handbalistele sale aveau vizele medicale expirate. FRH a decis că SCM Craiova va pierde meciul la „masa verde” cu 0-10.
La sfârșitul sezonului competițional, HCM Baia Mare a terminat pe primul loc și a obținut primul său titlu de campioană a României.

## Partide
Pe 29 iulie 2013, Liga Profesionistă de Handbal și Federația Română de Handbal au anunțat programul desfășurării partidelor din sezonul 2013-2014, în urma tragerii la sorți de la sediul FRH.

## Rezultate în tur
Rezultate oficiale publicate de Federația Română de Handbal  și Liga Profesionistă de Handbal: 

### Etapa I
| 4 septembrie 2013 18:00 | „U” Jolidon Cluj  | 25 - 26 | HCM Roman    | Sala Sporturilor Horia Demian, Cluj Arbitri: Belean, Călina |
| 4 septembrie 2013 18:00 | Mihai, Senocico 6 | (13-11) | Mihalschi 10 | Sala Sporturilor Horia Demian, Cluj Arbitri: Belean, Călina |
| 4 septembrie 2013 18:00 | 1× 3×             | Cronica | 4× 2×        | Sala Sporturilor Horia Demian, Cluj Arbitri: Belean, Călina |

| 4 septembrie 2013 19:30 | Corona Brașov | 32 - 26 | CSM Cetate Deva | Sala Sporturilor Dumitru Popescu Colibași, Brașov Asistență: 1.000 Arbitri: Mârza, Nedelea |
| 4 septembrie 2013 19:30 | Druțu 8       | (18-10) | Cartaș 11       | Sala Sporturilor Dumitru Popescu Colibași, Brașov Asistență: 1.000 Arbitri: Mârza, Nedelea |
| 4 septembrie 2013 19:30 | Cronica       |         |                 | Sala Sporturilor Dumitru Popescu Colibași, Brașov Asistență: 1.000 Arbitri: Mârza, Nedelea |

| 5 septembrie 2013 17:00 | CSU Neptun Constanța | 25 - 31 | HCM Baia Mare | Sala Sporturilor, Constanța Asistență: 400 Arbitri: Barbu, Manafu |
| 5 septembrie 2013 17:00 | Enescu 10            | (15-17) | Geiger 9      | Sala Sporturilor, Constanța Asistență: 400 Arbitri: Barbu, Manafu |
| 5 septembrie 2013 17:00 | 5×                   | Cronica | 4×            | Sala Sporturilor, Constanța Asistență: 400 Arbitri: Barbu, Manafu |

| 5 septembrie 2013 18:00 | HC Dunărea Brăila | 28 - 20 | CSM București | Sala Polivalentă „Danubius”, Brăila Arbitri: Eremia, Drăgănescu |
| 5 septembrie 2013 18:00 | Farcău 7          | (14-10) | Glibko 9      | Sala Polivalentă „Danubius”, Brăila Arbitri: Eremia, Drăgănescu |
| 5 septembrie 2013 18:00 | 1×                | Cronica | 2×            | Sala Polivalentă „Danubius”, Brăila Arbitri: Eremia, Drăgănescu |

| 5 septembrie 2013 18:00 | HCM Râmnicu Vâlcea | 22 - 25 | CSM Ploiești | Sala Sporturilor Traian, Râmnicu Vâlcea Asistență: 1.000 Arbitri: Pavel, State |
| 5 septembrie 2013 18:00 | Busuioceanu 9      | (10-14) | Anghelina 6  | Sala Sporturilor Traian, Râmnicu Vâlcea Asistență: 1.000 Arbitri: Pavel, State |
| 5 septembrie 2013 18:00 | Cronica            |         |              | Sala Sporturilor Traian, Râmnicu Vâlcea Asistență: 1.000 Arbitri: Pavel, State |

| 5 septembrie 2013 18:30 | SCM Craiova | 0 - 101) (23 - 23) | HC Zalău | Sala Polivalentă, Craiova Arbitri: Harabagiu, Stănescu |
| 5 septembrie 2013 18:30 | (13-10)     |                    |          | Sala Polivalentă, Craiova Arbitri: Harabagiu, Stănescu |
| 5 septembrie 2013 18:30 | 1×          | Cronica            | 3× 1×    | Sala Polivalentă, Craiova Arbitri: Harabagiu, Stănescu |

1) Deși SCM Craiova și HC Zalău au terminat la egalitate, scor 23-23 (13-10), SCM Craiova a fost penalizată de FRH pentru folosirea neregulamentară a handbalistei Anca Amariei. FRH a decis că SCM Craiova va pierde meciul la „masa verde” cu 0-10.

### Etapa a II-a
| 13 septembrie 2013 17:00 | Corona Brașov | 38 - 28 | SCM Craiova | Sala Sporturilor Dumitru Popescu Colibași, Brașov Arbitri: Duță, Florescu |
| 13 septembrie 2013 17:00 | Chiper 12     | (17-15) | Gogoriță 8  | Sala Sporturilor Dumitru Popescu Colibași, Brașov Arbitri: Duță, Florescu |
| 13 septembrie 2013 17:00 | Cronica       |         |             | Sala Sporturilor Dumitru Popescu Colibași, Brașov Arbitri: Duță, Florescu |

| 13 septembrie 2013 18:30 | HC Zalău          | 22 - 24 | „U” Jolidon Cluj | Sala Sporturilor, Zalău Arbitri: Stark, Ștefan |
| 13 septembrie 2013 18:30 | Constantinescu 10 | (10-14) | Senocico 8       | Sala Sporturilor, Zalău Arbitri: Stark, Ștefan |
| 13 septembrie 2013 18:30 | 1× 4×             | Cronica | 2× 1×            | Sala Sporturilor, Zalău Arbitri: Stark, Ștefan |

| 14 septembrie 2013 11:00 | HCM Roman          | 20 - 16 | HC Dunărea Brăila | Sala Polivalentă, Roman Arbitri: Moldoveanu, Georgescu |
| 14 septembrie 2013 11:00 | Băbeanu, Horobeț 6 | (10-9)  | Farcău, Horjea 4  | Sala Polivalentă, Roman Arbitri: Moldoveanu, Georgescu |
| 14 septembrie 2013 11:00 | 2×                 | Cronica | 3× 1×             | Sala Polivalentă, Roman Arbitri: Moldoveanu, Georgescu |

| 14 septembrie 2013 12:30 | CSM București | 30 - 19 | CSU Neptun Constanța | Sala Rapid, București Asistență: 100 Arbitri: Mârza, Nedelea |
| 14 septembrie 2013 12:30 | Glibko 7      | (14-10) | Enescu 4             | Sala Rapid, București Asistență: 100 Arbitri: Mârza, Nedelea |
| 14 septembrie 2013 12:30 | 4× 2×         | Cronica | 3× 2×                | Sala Rapid, București Asistență: 100 Arbitri: Mârza, Nedelea |

| 14 septembrie 2013 18:00 | CSM Cetate Deva | 36 - 21 | CSM Ploiești | Sala Sporturilor, Deva Arbitri: Blas, Ghiorghișor |
| 14 septembrie 2013 18:00 | Cartaș, Rusu 7  | (18-14) | Roman 9      | Sala Sporturilor, Deva Arbitri: Blas, Ghiorghișor |
| 14 septembrie 2013 18:00 | Cronica         |         |              | Sala Sporturilor, Deva Arbitri: Blas, Ghiorghișor |

| 18 septembrie 2013 17:00 | HCM Baia Mare | 34 - 22 | HCM Râmnicu Vâlcea | Sala Sporturilor Lascăr Pană, Baia Mare Asistență: 1.500 Arbitri: Muntean, Turdean |
| 18 septembrie 2013 17:00 | Nechita 8     | (15-13) | Busuioceanu 9      | Sala Sporturilor Lascăr Pană, Baia Mare Asistență: 1.500 Arbitri: Muntean, Turdean |
| 18 septembrie 2013 17:00 | 5×            | Cronica | 2×                 | Sala Sporturilor Lascăr Pană, Baia Mare Asistență: 1.500 Arbitri: Muntean, Turdean |

### Etapa a III-a
| 20 septembrie 2013 18:30 | HC Dunărea Brăila | 25 - 19 | HC Zalău | Sala Polivalentă „Danubius”, Brăila Asistență: 1.500 Arbitri: Belean, Călina |
| 20 septembrie 2013 18:30 | Farcău 8          | (11-9)  | Varga 6  | Sala Polivalentă „Danubius”, Brăila Asistență: 1.500 Arbitri: Belean, Călina |
| 20 septembrie 2013 18:30 | 4×                | Cronica | 2×       | Sala Polivalentă „Danubius”, Brăila Asistență: 1.500 Arbitri: Belean, Călina |

| 21 septembrie 2013 11:00 | CSM Ploiești | 20 - 29 | HCM Baia Mare | Sala Sporturilor Olimpia, Ploiești Asistență: 150 Arbitri: Dima, Gheorghiu |
| 21 septembrie 2013 11:00 | Roman 6      | (7-12)  | Tătar 8       | Sala Sporturilor Olimpia, Ploiești Asistență: 150 Arbitri: Dima, Gheorghiu |
| 21 septembrie 2013 11:00 | 1×           | Cronica | 2×            | Sala Sporturilor Olimpia, Ploiești Asistență: 150 Arbitri: Dima, Gheorghiu |

| 21 septembrie 2013 11:00 | HCM Râmnicu Vâlcea | 29 - 30 | CSM București | Sala Sporturilor Traian, Râmnicu Vâlcea Arbitri: Nacu, Rucoi |
| 21 septembrie 2013 11:00 | Luca 9             | (14-17) | Glibko 9      | Sala Sporturilor Traian, Râmnicu Vâlcea Arbitri: Nacu, Rucoi |
| 21 septembrie 2013 11:00 | Cronica            |         |               | Sala Sporturilor Traian, Râmnicu Vâlcea Arbitri: Nacu, Rucoi |

| 21 septembrie 2013 12:00 | CSU Neptun Constanța | 23 - 31 | HCM Roman   | Sala Sporturilor, Constanța Arbitri: Băducu, Voicu |
| 21 septembrie 2013 12:00 | Tiron 7              | (11-17) | Mihalschi 7 | Sala Sporturilor, Constanța Arbitri: Băducu, Voicu |
| 21 septembrie 2013 12:00 | Cronica              |         |             | Sala Sporturilor, Constanța Arbitri: Băducu, Voicu |

| 21 septembrie 2013 15:30 | „U” Jolidon Cluj | 26 - 34 | Corona Brașov | Sala Sporturilor Horia Demian, Cluj Arbitri: Năstase, Stancu |
| 21 septembrie 2013 15:30 | Tivadar 9        | (11-20) | Druțu 8       | Sala Sporturilor Horia Demian, Cluj Arbitri: Năstase, Stancu |
| 21 septembrie 2013 15:30 | 1×               | Cronica | 2×            | Sala Sporturilor Horia Demian, Cluj Arbitri: Năstase, Stancu |

| 21 septembrie 2013 17:00 | SCM Craiova | 20 - 202) | CSM Cetate Deva | Sala Polivalentă, Craiova Arbitri: Pavel, State |
| 21 septembrie 2013 17:00 | Apipie 5    | (12-10)   | Cartaș 6        | Sala Polivalentă, Craiova Arbitri: Pavel, State |
| 21 septembrie 2013 17:00 | Cronica     |           |                 | Sala Polivalentă, Craiova Arbitri: Pavel, State |

2) Deși SCM Craiova și CSM Cetate Devatrans Deva au terminat la egalitate, scor 20-20 (12-10), SCM Craiova a fost depunctată de FRH pentru „declarații neconforme la legitimare” în cazul handbalistelor Anca Amariei și Claudia Hașegan. FRH a decis că SCM Craiova va pierde punctul obținut în acest meci.

### Etapa a IV-a
| 28 septembrie 2013 11:00 | Corona Brașov | 24 - 25 | HC Dunărea Brăila | Sala Sporturilor Dumitru Popescu Colibași, Brașov Asistență: 1.500 Arbitri: Fânață, Hendrea |
| 28 septembrie 2013 11:00 | Zamfir 10     | (15-16) | Perianu 8         | Sala Sporturilor Dumitru Popescu Colibași, Brașov Asistență: 1.500 Arbitri: Fânață, Hendrea |
| 28 septembrie 2013 11:00 |               | Cronica | 1×                | Sala Sporturilor Dumitru Popescu Colibași, Brașov Asistență: 1.500 Arbitri: Fânață, Hendrea |

| 28 septembrie 2013 11:00 | HCM Roman | 32 - 21 | HCM Râmnicu Vâlcea | Sala Polivalentă, Roman Arbitri: Badiu, Barbu |
| 28 septembrie 2013 11:00 | Băbeanu 8 | (17-6)  | Busuioceanu 6      | Sala Polivalentă, Roman Arbitri: Badiu, Barbu |
| 28 septembrie 2013 11:00 | Cronica   |         |                    | Sala Polivalentă, Roman Arbitri: Badiu, Barbu |

| 28 septembrie 2013 12:30 | CSM București | 33 - 22 | CSM Ploiești | Sala Rapid, București Arbitri: Gurbina, Stanciu |
| 28 septembrie 2013 12:30 | Glibko 12     | (18-12) | Roman 9      | Sala Rapid, București Arbitri: Gurbina, Stanciu |
| 28 septembrie 2013 12:30 | Cronica       |         |              | Sala Rapid, București Arbitri: Gurbina, Stanciu |

| 28 septembrie 2013 12:30 | HC Zalău                | 25 - 23 | CSU Neptun Constanța | Sala Sporturilor, Zalău Arbitri: Doană, Gociu |
| 28 septembrie 2013 12:30 | Constantinescu, Varga 5 | (13-12) | Șeiko, Tiron 7       | Sala Sporturilor, Zalău Arbitri: Doană, Gociu |
| 28 septembrie 2013 12:30 | 2×                      | Cronica | 2× 1×                | Sala Sporturilor, Zalău Arbitri: Doană, Gociu |

| 28 septembrie 2013 14:00 | CSM Cetate Deva | 22 - 24 | HCM Baia Mare | Sala Sporturilor, Deva Asistență: 1.000 Arbitri: Năstase, Stancu |
| 28 septembrie 2013 14:00 | Cartaș 6        | (13-13) | Nechita 8     | Sala Sporturilor, Deva Asistență: 1.000 Arbitri: Năstase, Stancu |
| 28 septembrie 2013 14:00 | 4×              | Cronica | 5×            | Sala Sporturilor, Deva Asistență: 1.000 Arbitri: Năstase, Stancu |

| 28 septembrie 2013 17:00 | SCM Craiova | 30 - 33 | „U” Jolidon Cluj | Sala Polivalentă, Craiova Arbitri: Iliescu, Manea |
| 28 septembrie 2013 17:00 | Gogoriță 8  | (16-16) | Senocico 9       | Sala Polivalentă, Craiova Arbitri: Iliescu, Manea |
| 28 septembrie 2013 17:00 | 2×          | Cronica | 1×               | Sala Polivalentă, Craiova Arbitri: Iliescu, Manea |

### Etapa a V-a
| 2 octombrie 2013 16:00 | HCM Baia Mare | 32 - 25 | CSM București | Sala Sporturilor Lascăr Pană, Baia Mare Asistență: 1.300 Arbitri: Badiu, Barbu |
| 2 octombrie 2013 16:00 | Marin 6       | (16-11) | Glibko 8      | Sala Sporturilor Lascăr Pană, Baia Mare Asistență: 1.300 Arbitri: Badiu, Barbu |
| 2 octombrie 2013 16:00 | 2×            | Cronica | 3×            | Sala Sporturilor Lascăr Pană, Baia Mare Asistență: 1.300 Arbitri: Badiu, Barbu |

| 4 octombrie 2013 17:30 | „U” Jolidon Cluj     | 29 - 27 | CSM Cetate Deva | Sala Sporturilor Horia Demian, Cluj Arbitri: Din, Dinu |
| 4 octombrie 2013 17:30 | Chintoan, Senocico 6 | (15-15) | Cartaș 9        | Sala Sporturilor Horia Demian, Cluj Arbitri: Din, Dinu |
| 4 octombrie 2013 17:30 | 2×                   | Cronica | 3×              | Sala Sporturilor Horia Demian, Cluj Arbitri: Din, Dinu |

| 4 octombrie 2013 19:00 | HC Dunărea Brăila | 24 - 18 | SCM Craiova | Sala Polivalentă „Danubius”, Brăila Arbitri: Barbu, Manafu |
| 4 octombrie 2013 19:00 | Moldovan 8        | (11-7)  | Snopova 6   | Sala Polivalentă „Danubius”, Brăila Arbitri: Barbu, Manafu |
| 4 octombrie 2013 19:00 | 2×                | Cronica | 1×          | Sala Polivalentă „Danubius”, Brăila Arbitri: Barbu, Manafu |

| 5 octombrie 2013 11:00 | HCM Râmnicu Vâlcea | 18 - 28 | HC Zalău         | Sala Sporturilor Traian, Râmnicu Vâlcea Asistență: 100 Arbitri: Blas, Ghiorghișor |
| 5 octombrie 2013 11:00 | Luca 7             | (11-14) | Constantinescu 7 | Sala Sporturilor Traian, Râmnicu Vâlcea Asistență: 100 Arbitri: Blas, Ghiorghișor |
| 5 octombrie 2013 11:00 |                    | Cronica | 3×               | Sala Sporturilor Traian, Râmnicu Vâlcea Asistență: 100 Arbitri: Blas, Ghiorghișor |

| 5 octombrie 2013 11:00 | CSM Ploiești       | 20 - 26 | HCM Roman | Sala Sporturilor Olimpia, Ploiești Arbitri: Muntean, Turdean |
| 5 octombrie 2013 11:00 | Anghelina, Roman 5 | (14-14) | Băbeanu 9 | Sala Sporturilor Olimpia, Ploiești Arbitri: Muntean, Turdean |
| 5 octombrie 2013 11:00 | 6×                 | Cronica | 3×        | Sala Sporturilor Olimpia, Ploiești Arbitri: Muntean, Turdean |

| 5 octombrie 2013 12:00 | CSU Neptun Constanța | 25 - 31 | Corona Brașov  | Sala Sporturilor, Constanța Arbitri: Pavel, State |
| 5 octombrie 2013 12:00 | Tiron 10             | (10-18) | Druțu, Manda 5 | Sala Sporturilor, Constanța Arbitri: Pavel, State |
| 5 octombrie 2013 12:00 | Cronica              |         |                | Sala Sporturilor, Constanța Arbitri: Pavel, State |

### Etapa a VI-a
| 12 octombrie 2013 11:00 | HC Zalău     | 36 - 28 | CSM Ploiești | Sala Sporturilor, Zalău Arbitri: Barbu, Ciurea |
| 12 octombrie 2013 11:00 | Ciuciulete 8 | (18-12) | Roman 11     | Sala Sporturilor, Zalău Arbitri: Barbu, Ciurea |
| 12 octombrie 2013 11:00 | 2×           | Cronica |              | Sala Sporturilor, Zalău Arbitri: Barbu, Ciurea |

| 12 octombrie 2013 11:00 | Corona Brașov | 27 - 23 | HCM Râmnicu Vâlcea | Sala Sporturilor Dumitru Popescu Colibași, Brașov Arbitri: Gorina, Melencu |
| 12 octombrie 2013 11:00 | Brădeanu 10   | (11-13) | Luca 10            | Sala Sporturilor Dumitru Popescu Colibași, Brașov Arbitri: Gorina, Melencu |
| 12 octombrie 2013 11:00 | Cronica       |         |                    | Sala Sporturilor Dumitru Popescu Colibași, Brașov Arbitri: Gorina, Melencu |

| 12 octombrie 2013 13:00 | „U” Jolidon Cluj    | 29 - 25 | HC Dunărea Brăila  | Sala Sporturilor Horia Demian, Cluj Arbitri: Duță, Florescu |
| 12 octombrie 2013 13:00 | Chintoan, Vintilă 8 | (13-13) | Farcău, Moldovan 6 | Sala Sporturilor Horia Demian, Cluj Arbitri: Duță, Florescu |
| 12 octombrie 2013 13:00 | 2×                  | Cronica | 2×                 | Sala Sporturilor Horia Demian, Cluj Arbitri: Duță, Florescu |

| 12 octombrie 2013 17:00 | SCM Craiova | 27 - 21 | CSU Neptun Constanța | Sala Polivalentă, Craiova Arbitri: Drăgănescu, Eremia |
| 12 octombrie 2013 17:00 | Snopova 7   | (12-10) | Tiron 7              | Sala Polivalentă, Craiova Arbitri: Drăgănescu, Eremia |
| 12 octombrie 2013 17:00 | Cronica     |         |                      | Sala Polivalentă, Craiova Arbitri: Drăgănescu, Eremia |

| 12 octombrie 2013 19:00 | CSM Cetate Deva | 20 - 23 | CSM București | Sala Sporturilor, Deva Arbitri: Georgescu, Moldoveanu |
| 12 octombrie 2013 19:00 | Cartaș 5        | (12-11) | Glibko 10     | Sala Sporturilor, Deva Arbitri: Georgescu, Moldoveanu |
| 12 octombrie 2013 19:00 | Cronica         |         |               | Sala Sporturilor, Deva Arbitri: Georgescu, Moldoveanu |

| 16 octombrie 2013 17:15 | HCM Roman | 17 - 21 | HCM Baia Mare | Sala Polivalentă, Roman Asistență: 600 Arbitri: Din, Dinu |
| 16 octombrie 2013 17:15 | Băbeanu 7 | (8-8)   | Geiger 7      | Sala Polivalentă, Roman Asistență: 600 Arbitri: Din, Dinu |
| 16 octombrie 2013 17:15 | 4×        | Cronica | 6× 1×         | Sala Polivalentă, Roman Asistență: 600 Arbitri: Din, Dinu |

### Etapa a VII-a
| 31 octombrie 2013 17:30 | CSU Neptun Constanța | 33 - 25 | „U” Jolidon Cluj | Sala Sporturilor, Constanța Arbitri: Stancu, Năstase |
| 31 octombrie 2013 17:30 | Șeiko 10             | (18-9)  | Vintilă 9        | Sala Sporturilor, Constanța Arbitri: Stancu, Năstase |
| 31 octombrie 2013 17:30 | 2×                   | Cronica | 2×               | Sala Sporturilor, Constanța Arbitri: Stancu, Năstase |

| 1 noiembrie 2013 16:45 | HC Dunărea Brăila | 23 - 20 | CSM Cetate Deva         | Sala Polivalentă „Danubius”, Brăila Asistență: 1.000 Arbitri: Stark, Ștefan |
| 1 noiembrie 2013 16:45 | Horjea 7          | (13-11) | Cartaș, Ardean Elisei 5 | Sala Polivalentă „Danubius”, Brăila Asistență: 1.000 Arbitri: Stark, Ștefan |
| 1 noiembrie 2013 16:45 |                   | Cronica | 2×                      | Sala Polivalentă „Danubius”, Brăila Asistență: 1.000 Arbitri: Stark, Ștefan |

| 1 noiembrie 2013 18:15 | CSM București     | 21 - 18 | HCM Roman         | Sala Rapid, București Arbitri: Barbu, Ciurea |
| 1 noiembrie 2013 18:15 | Stoian, Zaremba 5 | (13-10) | Joldeș, Krumova 4 | Sala Rapid, București Arbitri: Barbu, Ciurea |
| 1 noiembrie 2013 18:15 | 7×                | Cronica | 4×                | Sala Rapid, București Arbitri: Barbu, Ciurea |

| 2 noiembrie 2013 11:00 | CSM Ploiești     | 21 - 29 | Corona Brașov | Sala Sporturilor Olimpia, Ploiești Arbitri: Băducu, Voicu |
| 2 noiembrie 2013 11:00 | Bidașcu, Roman 8 | (8-10)  | Brădeanu 6    | Sala Sporturilor Olimpia, Ploiești Arbitri: Băducu, Voicu |
| 2 noiembrie 2013 11:00 | 1×               | Cronica | 6×            | Sala Sporturilor Olimpia, Ploiești Arbitri: Băducu, Voicu |

| 3 noiembrie 2013 11:00 | HCM Râmnicu Vâlcea | 18 - 21 | SCM Craiova                     | Sala Sporturilor Traian, Râmnicu Vâlcea Asistență: 500 Arbitri: Sas, Pintea |
| 3 noiembrie 2013 11:00 | Vădineanu 7        | (11-14) | Cioaric, Goran, Ilie, Snopova 3 | Sala Sporturilor Traian, Râmnicu Vâlcea Asistență: 500 Arbitri: Sas, Pintea |
| 3 noiembrie 2013 11:00 | Cronica            |         |                                 | Sala Sporturilor Traian, Râmnicu Vâlcea Asistență: 500 Arbitri: Sas, Pintea |

| 6 noiembrie 2013 17:00 | HCM Baia Mare | 29 - 21 | HC Zalău | Sala Sporturilor Lascăr Pană, Baia Mare Asistență: 2.000 Arbitri: Mîrza, Nedelea |
| 6 noiembrie 2013 17:00 | Tătar 5       | (16-9)  | Pintea 5 | Sala Sporturilor Lascăr Pană, Baia Mare Asistență: 2.000 Arbitri: Mîrza, Nedelea |
| 6 noiembrie 2013 17:00 | 4× 1×         | Cronica | 1× 2×    | Sala Sporturilor Lascăr Pană, Baia Mare Asistență: 2.000 Arbitri: Mîrza, Nedelea |

### Etapa a VIII-a
| 5 noiembrie 2013 18:00 | „U” Jolidon Cluj | 37 - 22 | HCM Râmnicu Vâlcea | Sala Sporturilor Horia Demian, Cluj Arbitri: Șerbu, Vasilescu |
| 5 noiembrie 2013 18:00 | Chintoan 8       | (17-12) | Luca 7             | Sala Sporturilor Horia Demian, Cluj Arbitri: Șerbu, Vasilescu |
| 5 noiembrie 2013 18:00 | 3×               | Cronica | 2×                 | Sala Sporturilor Horia Demian, Cluj Arbitri: Șerbu, Vasilescu |

| 9 noiembrie 2013 11:00 | HC Dunărea Brăila | 24 - 19 | CSU Neptun Constanța | Sala Polivalentă „Danubius”, Brăila Arbitri: Belean, Călina |
| 9 noiembrie 2013 11:00 | Moldovan 7        | (13-5)  | Tiron 6              | Sala Polivalentă „Danubius”, Brăila Arbitri: Belean, Călina |
| 9 noiembrie 2013 11:00 | Cronica           |         |                      | Sala Polivalentă „Danubius”, Brăila Arbitri: Belean, Călina |

| 9 noiembrie 2013 17:00 | SCM Craiova | 28 - 24 | CSM Ploiești | Sala Polivalentă, Craiova Arbitri: Fânață, Hendrea |
| 9 noiembrie 2013 17:00 | Han 6       | (15-11) | Anghelina 9  | Sala Polivalentă, Craiova Arbitri: Fânață, Hendrea |
| 9 noiembrie 2013 17:00 | 1×          | Cronica |              | Sala Polivalentă, Craiova Arbitri: Fânață, Hendrea |

| 9 noiembrie 2013 18:00 | CSM Cetate Deva | 24 - 24 | HCM Roman  | Sala Sporturilor, Deva Asistență: 400 Arbitri: Duță, Florescu |
| 9 noiembrie 2013 18:00 | Cartaș 10       | (13-12) | Băbeanu 10 | Sala Sporturilor, Deva Asistență: 400 Arbitri: Duță, Florescu |
| 9 noiembrie 2013 18:00 | 2×              | Cronica | 2×         | Sala Sporturilor, Deva Asistență: 400 Arbitri: Duță, Florescu |

| 13 noiembrie 2013 17:00 | HC Zalău         | 24 - 22 | CSM București | Sala Sporturilor, Zalău Arbitri: Nacu, Rucoi |
| 13 noiembrie 2013 17:00 | Constantinescu 6 | (15-12) | Glibko 8      | Sala Sporturilor, Zalău Arbitri: Nacu, Rucoi |
| 13 noiembrie 2013 17:00 | 1× 3×            | Cronica | 5×            | Sala Sporturilor, Zalău Arbitri: Nacu, Rucoi |

| 14 noiembrie 2013 19:30 | Corona Brașov | 29 - 27 | HCM Baia Mare | Sala Sporturilor Dumitru Popescu Colibași, Brașov Asistență: 1.400 Arbitri: Duță, Florescu |
| 14 noiembrie 2013 19:30 | Brădeanu 9    | (16-14) | Buceschi 7    | Sala Sporturilor Dumitru Popescu Colibași, Brașov Asistență: 1.400 Arbitri: Duță, Florescu |
| 14 noiembrie 2013 19:30 | 4× 1×         | Cronica | 5×            | Sala Sporturilor Dumitru Popescu Colibași, Brașov Asistență: 1.400 Arbitri: Duță, Florescu |

### Etapa a IX-a
| 16 noiembrie 2013 11:00 | HCM Râmnicu Vâlcea | 21 - 21 | HC Dunărea Brăila | Sala Sporturilor Traian, Râmnicu Vâlcea Arbitri: Iliescu, Manea |
| 16 noiembrie 2013 11:00 | Luca 7             | (11-10) | Moldovan 5        | Sala Sporturilor Traian, Râmnicu Vâlcea Arbitri: Iliescu, Manea |
| 16 noiembrie 2013 11:00 | Cronica            |         |                   | Sala Sporturilor Traian, Râmnicu Vâlcea Arbitri: Iliescu, Manea |

| 16 noiembrie 2013 11:00 | CSM Ploiești       | 30 - 41 | „U” Jolidon Cluj | Sala Sporturilor Olimpia, Ploiești Arbitri: Drăgănescu, Eremia |
| 16 noiembrie 2013 11:00 | Iovănescu, Roman 9 | (16-20) | Chintoan 12      | Sala Sporturilor Olimpia, Ploiești Arbitri: Drăgănescu, Eremia |
| 16 noiembrie 2013 11:00 | 2×                 | Cronica | 3×               | Sala Sporturilor Olimpia, Ploiești Arbitri: Drăgănescu, Eremia |

| 16 noiembrie 2013 14:00 | CSU Neptun Constanța | 16 - 23 | CSM Cetate Deva | Sala Sporturilor, Constanța Asistență: 400 Arbitri: Blas, Ghiorghișor |
| 16 noiembrie 2013 14:00 | Tiron 8              | (9-9)   | Cartaș 7        | Sala Sporturilor, Constanța Asistență: 400 Arbitri: Blas, Ghiorghișor |
| 16 noiembrie 2013 14:00 | Cronica              |         |                 | Sala Sporturilor, Constanța Asistență: 400 Arbitri: Blas, Ghiorghișor |

| 4 ianuarie 2014 13:30 | HCM Roman | 19-17   | HC Zalău         | Sala Polivalentă, Roman Arbitri: Năstase, Stancu |
| 4 ianuarie 2014 13:30 | Krumova 6 | (11-8)  | Constantinescu 4 | Sala Polivalentă, Roman Arbitri: Năstase, Stancu |
| 4 ianuarie 2014 13:30 | 3×        | Cronica | 7×               | Sala Polivalentă, Roman Arbitri: Năstase, Stancu |

| 4 ianuarie 2013 15:15 | CSM București | 27 - 27 | Corona Brașov | Sala Rapid, București Arbitri: Sas, Pintea |
| 4 ianuarie 2013 15:15 | Stoian 8      | (13-14) | Zamfir 8      | Sala Rapid, București Arbitri: Sas, Pintea |
| 4 ianuarie 2013 15:15 | 3×            | Cronica | 3×            | Sala Rapid, București Arbitri: Sas, Pintea |

| 5 ianuarie 2014 15:00 | HCM Baia Mare | 27 - 25 | SCM Craiova       | Sala Sporturilor Lascăr Pană, Baia Mare Asistență: 2.000 Arbitri: Doană, Gociu |
| 5 ianuarie 2014 15:00 | Maior Pașca 5 | (13-12) | Goran, Gogoriță 5 | Sala Sporturilor Lascăr Pană, Baia Mare Asistență: 2.000 Arbitri: Doană, Gociu |
| 5 ianuarie 2014 15:00 | 2×            | Cronica | 6×                | Sala Sporturilor Lascăr Pană, Baia Mare Asistență: 2.000 Arbitri: Doană, Gociu |

### Etapa a X-a
| 7 ianuarie 2014 18:00 | Corona Brașov   | 23 - 20 | HCM Roman | Sala Sporturilor Dumitru Popescu Colibași, Brașov Arbitri: Harabagiu, Stănescu |
| 7 ianuarie 2014 18:00 | Hotea, Zamfir 5 | (11-8)  | Băbeanu 8 | Sala Sporturilor Dumitru Popescu Colibași, Brașov Arbitri: Harabagiu, Stănescu |
| 7 ianuarie 2014 18:00 | 6× 1×           | Cronica | 6×        | Sala Sporturilor Dumitru Popescu Colibași, Brașov Arbitri: Harabagiu, Stănescu |

| 7 ianuarie 2014 19:30 | CSU Neptun Constanța | 19 - 17 | HCM Râmnicu Vâlcea | Sala Sporturilor, Constanța Asistență: 100 Arbitri: Barbu, Manafu |
| 7 ianuarie 2014 19:30 | Șeiko 7              | (9-10)  | Luca 6             | Sala Sporturilor, Constanța Asistență: 100 Arbitri: Barbu, Manafu |
| 7 ianuarie 2014 19:30 | 6× 2×                | Cronica | 3× 2×              | Sala Sporturilor, Constanța Asistență: 100 Arbitri: Barbu, Manafu |

| 8 ianuarie 2014 16:00 | SCM Craiova | 31 - 24 | CSM București     | Sala Polivalentă, Craiova Asistență: 1.000 Arbitri: Mârza, Nedelea |
| 8 ianuarie 2014 16:00 | Dincă 8     | (13-14) | Dobrin, Vărzaru 5 | Sala Polivalentă, Craiova Asistență: 1.000 Arbitri: Mârza, Nedelea |
| 8 ianuarie 2014 16:00 | 6×          | Cronica | 2×                | Sala Polivalentă, Craiova Asistență: 1.000 Arbitri: Mârza, Nedelea |

| 8 ianuarie 2014 18:00 | HC Dunărea Brăila | 24 - 21 | CSM Ploiești | Sala Polivalentă „Danubius”, Brăila Asistență: 2.000 Arbitri: Blas, Ghiorghișor |
| 8 ianuarie 2014 18:00 | Horjea 7          | (12-11) | Roman 6      | Sala Polivalentă „Danubius”, Brăila Asistență: 2.000 Arbitri: Blas, Ghiorghișor |
| 8 ianuarie 2014 18:00 | 4×                | Cronica | 4×           | Sala Polivalentă „Danubius”, Brăila Asistență: 2.000 Arbitri: Blas, Ghiorghișor |

| 8 ianuarie 2014 19:30 | CSM Cetate Deva | 26 - 27 | HC Zalău          | Sala Sporturilor, Deva Asistență: 1.500 Arbitri: Drăgănescu, Eremia |
| 8 ianuarie 2014 19:30 | Krnić 6         | (16-13) | Constantinescu 15 | Sala Sporturilor, Deva Asistență: 1.500 Arbitri: Drăgănescu, Eremia |
| 8 ianuarie 2014 19:30 | 4×              | Cronica | 3× 1×             | Sala Sporturilor, Deva Asistență: 1.500 Arbitri: Drăgănescu, Eremia |

| 9 ianuarie 2014 18:00 | „U” Jolidon Cluj    | 23 - 31 | HCM Baia Mare | Sala Sporturilor Horia Demian, Cluj Asistență: 2.000 Arbitri: Duță, Florescu |
| 9 ianuarie 2014 18:00 | Chintoan, Vintilă 6 | (18-10) | Marin 7       | Sala Sporturilor Horia Demian, Cluj Asistență: 2.000 Arbitri: Duță, Florescu |
| 9 ianuarie 2014 18:00 | 4× 1×               | Cronica | 5× 1×         | Sala Sporturilor Horia Demian, Cluj Asistență: 2.000 Arbitri: Duță, Florescu |

### Etapa a XI-a
| 14 ianuarie 2014 18:00 | HCM Baia Mare  | 25 - 20 | HC Dunărea Brăila | Sala Sporturilor Lascăr Pană, Baia Mare Asistență: 2.500 Arbitri: Pavel, State |
| 14 ianuarie 2014 18:00 | Marin, Tătar 4 | (14-6)  | Farcău 8          | Sala Sporturilor Lascăr Pană, Baia Mare Asistență: 2.500 Arbitri: Pavel, State |
| 14 ianuarie 2014 18:00 | 3× 2×          | Cronica | 1×                | Sala Sporturilor Lascăr Pană, Baia Mare Asistență: 2.500 Arbitri: Pavel, State |

| 14 ianuarie 2014 19:30 | CSM București | 29 - 32 | „U” Jolidon Cluj | Sala Rapid, București Asistență: 250 Arbitri: Dănuleț, Iordache |
| 14 ianuarie 2014 19:30 | Glibko 7      | (14-14) | Senocico 10      | Sala Rapid, București Asistență: 250 Arbitri: Dănuleț, Iordache |
| 14 ianuarie 2014 19:30 | 5× 1×         | Cronica | 6× 4×            | Sala Rapid, București Asistență: 250 Arbitri: Dănuleț, Iordache |

| 15 ianuarie 2014 17:00 | CSM Ploiești            | 23 - 23 | CSU Neptun Constanța | Sala Sporturilor Olimpia, Ploiești Arbitri: Manea, Iliescu |
| 15 ianuarie 2014 17:00 | Anghelina, Zamfirescu 5 | (12-14) | Șeiko 8              | Sala Sporturilor Olimpia, Ploiești Arbitri: Manea, Iliescu |
| 15 ianuarie 2014 17:00 | Cronica                 |         |                      | Sala Sporturilor Olimpia, Ploiești Arbitri: Manea, Iliescu |

| 15 ianuarie 2014 18:00 | HC Zalău          | 25 - 30 | Corona Brașov | Sala Sporturilor, Zalău Arbitri: Blas, Ghiorghișor |
| 15 ianuarie 2014 18:00 | Constantinescu 10 | (13-18) | Brădeanu 9    | Sala Sporturilor, Zalău Arbitri: Blas, Ghiorghișor |
| 15 ianuarie 2014 18:00 | Cronica           |         |               | Sala Sporturilor, Zalău Arbitri: Blas, Ghiorghișor |

| 15 ianuarie 2014 18:00 | HCM Râmnicu Vâlcea | 29 - 29 | CSM Cetate Deva | Sala Sporturilor Traian, Râmnicu Vâlcea Asistență: 1.000 Arbitri: Șerbu, Vasilescu |
| 15 ianuarie 2014 18:00 | Luca 14            | (17-14) | Elisei 9        | Sala Sporturilor Traian, Râmnicu Vâlcea Asistență: 1.000 Arbitri: Șerbu, Vasilescu |
| 15 ianuarie 2014 18:00 | Cronica            |         |                 | Sala Sporturilor Traian, Râmnicu Vâlcea Asistență: 1.000 Arbitri: Șerbu, Vasilescu |

| 15 ianuarie 2014 19:30 | HCM Roman | 22 - 25 | SCM Craiova        | Sala Polivalentă, Roman Arbitri: Georgescu, Moldoveanu |
| 15 ianuarie 2014 19:30 | Băbeanu 8 | (9-12)  | Gavrilă, Snopova 5 | Sala Polivalentă, Roman Arbitri: Georgescu, Moldoveanu |
| 15 ianuarie 2014 19:30 | Cronica   |         |                    | Sala Polivalentă, Roman Arbitri: Georgescu, Moldoveanu |

### Clasamentul la finalul turului
Valabil la finalul turului, pe 15 ianuarie 2014
| Poz. | Echipa             | J  | V  | E | Î | GM  | GP  | DG   | P  |
| ---- | ------------------ | -- | -- | - | - | --- | --- | ---- | -- |
| 1    | HCM Baia Mare      | 11 | 10 | 0 | 1 | 310 | 249 | + 61 | 30 |
| 2    | Corona Brașov      | 11 | 9  | 1 | 1 | 324 | 273 | + 51 | 28 |
| 3    | Dunărea Brăila     | 11 | 7  | 1 | 3 | 255 | 236 | + 19 | 22 |
| 4    | „U” Jolidon Cluj   | 11 | 7  | 0 | 4 | 324 | 309 | + 15 | 21 |
| 5    | HCM Roman          | 11 | 6  | 1 | 4 | 255 | 236 | + 19 | 19 |
| 6    | HC Zalău           | 11 | 6  | 0 | 5 | 254 | 244 | + 10 | 18 |
| 7    | CSM București      | 11 | 5  | 1 | 5 | 284 | 282 | + 2  | 16 |
| 8    | SCM Craiova        | 11 | 5  | 1 | 5 | 253 | 261 | - 8  | 15 |
| 9    | CSM Cetate Deva    | 11 | 2  | 3 | 6 | 273 | 268 | + 5  | 9  |
| 10   | Neptun Constanța   | 11 | 2  | 1 | 8 | 246 | 287 | - 41 | 7  |
| 11   | CSM Ploiești       | 11 | 1  | 1 | 9 | 255 | 327 | - 72 | 4  |
| 12   | HCM Râmnicu Vâlcea | 11 | 0  | 2 | 9 | 242 | 303 | - 61 | 2  |

## Rezultate în retur
Rezultate oficiale publicate de Federația Română de Handbal  și Liga Profesionistă de Handbal: 

### Etapa a XII-a
| 17 ianuarie 2014 18:00 | HCM Baia Mare   | 31 - 17 | CSU Neptun Constanța | Sala Sporturilor Lascăr Pană, Baia Mare Asistență: 2.500 Arbitri: Barbu, Ciurea |
| 17 ianuarie 2014 18:00 | Marin, Rudics 6 | (13-7)  | Tiron 5              | Sala Sporturilor Lascăr Pană, Baia Mare Asistență: 2.500 Arbitri: Barbu, Ciurea |
| 17 ianuarie 2014 18:00 | 1×              | Cronica | 3×                   | Sala Sporturilor Lascăr Pană, Baia Mare Asistență: 2.500 Arbitri: Barbu, Ciurea |

| 16 ianuarie 2014 11:00 | CSM Ploiești | 30 - 25 | HCM Râmnicu Vâlcea | Sala Sporturilor Olimpia, Ploiești Asistență: 1.000 Arbitri: Doană, Gociu |
| 16 ianuarie 2014 11:00 | Zamfirescu 8 | (15-16) | Luca 6             | Sala Sporturilor Olimpia, Ploiești Asistență: 1.000 Arbitri: Doană, Gociu |
| 16 ianuarie 2014 11:00 | Cronica      |         |                    | Sala Sporturilor Olimpia, Ploiești Asistență: 1.000 Arbitri: Doană, Gociu |

| 18 ianuarie 2014 14:00 | HCM Roman  | 23 - 22 | „U” Jolidon Cluj | Sala Polivalentă, Roman Arbitri: Fânață, Hendrea |
| 18 ianuarie 2014 14:00 | Băbeanu 10 | (15-10) | Chintoan 6       | Sala Polivalentă, Roman Arbitri: Fânață, Hendrea |
| 18 ianuarie 2014 14:00 | 2×         | Cronica | 4×               | Sala Polivalentă, Roman Arbitri: Fânață, Hendrea |

| 18 ianuarie 2014 15:30 | HC Zalău | 28 - 25 | SCM Craiova | Sala Sporturilor, Zalău Arbitri: Duță, Florescu |
| 18 ianuarie 2014 15:30 | Bădiță 8 | (14-13) | Snopova 7   | Sala Sporturilor, Zalău Arbitri: Duță, Florescu |
| 18 ianuarie 2014 15:30 | 5× 3×    | Cronica | 6× 3× 1×    | Sala Sporturilor, Zalău Arbitri: Duță, Florescu |

| 19 ianuarie 2014 11:00 | CSM Cetate Deva        | 29 - 28 | Corona Brașov | Sala Sporturilor, Deva Asistență: 1.000 Arbitri: Din, Dinu |
| 19 ianuarie 2014 11:00 | Cartaș, Krnić, Tasić 6 | (16-18) | Brădeanu 9    | Sala Sporturilor, Deva Asistență: 1.000 Arbitri: Din, Dinu |
| 19 ianuarie 2014 11:00 | 5× 3×                  | Cronica | 5× 2×         | Sala Sporturilor, Deva Asistență: 1.000 Arbitri: Din, Dinu |

| 19 ianuarie 2014 18:00 | CSM București      | 28 - 21 | HC Dunărea Brăila | Sala Rapid, București Arbitri: Harabagiu, Stănescu |
| 19 ianuarie 2014 18:00 | Gherman, Vărzaru 4 | (14-10) | Farcău 7          | Sala Rapid, București Arbitri: Harabagiu, Stănescu |
| 19 ianuarie 2014 18:00 | 3× 1×              | Cronica | 4× 2×             | Sala Rapid, București Arbitri: Harabagiu, Stănescu |

### Etapa a XIII-a
| 22 ianuarie 2014 16:30 | SCM Craiova | 21 - 28 | Corona Brașov       | Sala Polivalentă, Craiova Arbitri: Drăgănescu, Eremia |
| 22 ianuarie 2014 16:30 | Dincă 5     | (11-10) | Brădeanu, Pricopi 7 | Sala Polivalentă, Craiova Arbitri: Drăgănescu, Eremia |
| 22 ianuarie 2014 16:30 | Cronica     |         |                     | Sala Polivalentă, Craiova Arbitri: Drăgănescu, Eremia |

| 22 ianuarie 2014 17:00 | CSU Neptun Constanța | 29 - 25 | CSM București | Sala Sporturilor, Constanța Arbitri: Belean, Călina |
| 22 ianuarie 2014 17:00 | Șeiko 11             | (15-11) | Glibko 7      | Sala Sporturilor, Constanța Arbitri: Belean, Călina |
| 22 ianuarie 2014 17:00 | Cronica              |         |               | Sala Sporturilor, Constanța Arbitri: Belean, Călina |

| 22 ianuarie 2014 17:00 | CSM Ploiești | 24 - 29 | CSM Cetate Deva | Sala Sporturilor Olimpia, Ploiești Arbitri: Sas, Pintea |
| 22 ianuarie 2014 17:00 | Roman 6      | (11-15) | Cartaș 12       | Sala Sporturilor Olimpia, Ploiești Arbitri: Sas, Pintea |
| 22 ianuarie 2014 17:00 | Cronica      |         |                 | Sala Sporturilor Olimpia, Ploiești Arbitri: Sas, Pintea |

| 22 ianuarie 2014 17:30 | „U” Jolidon Cluj | 25 - 20 | HC Zalău | Sala Sporturilor Horia Demian, Cluj Arbitri: Georgescu, Moldoveanu |
| 22 ianuarie 2014 17:30 | Senocico 12      | (13-10) | Bădiță 6 | Sala Sporturilor Horia Demian, Cluj Arbitri: Georgescu, Moldoveanu |
| 22 ianuarie 2014 17:30 | Cronica          |         |          | Sala Sporturilor Horia Demian, Cluj Arbitri: Georgescu, Moldoveanu |

| 22 ianuarie 2014 18:00 | HCM Râmnicu Vâlcea | 24 - 34 | HCM Baia Mare | Sala Sporturilor Traian, Râmnicu Vâlcea Asistență: 1.200 Arbitri: Cruceru, Rădulescu |
| 22 ianuarie 2014 18:00 | Luca 9             | (11-13) | Buceschi 11   | Sala Sporturilor Traian, Râmnicu Vâlcea Asistență: 1.200 Arbitri: Cruceru, Rădulescu |
| 22 ianuarie 2014 18:00 | 3×                 | Cronica | 4×            | Sala Sporturilor Traian, Râmnicu Vâlcea Asistență: 1.200 Arbitri: Cruceru, Rădulescu |

| 22 ianuarie 2014 18:00 | HC Dunărea Brăila | 28 - 16 | HCM Roman | Sala Polivalentă „Danubius”, Brăila Arbitri: Barbu, Badiu |
| 22 ianuarie 2014 18:00 | Horjea 11         | (10-6)  | Băbeanu 6 | Sala Polivalentă „Danubius”, Brăila Arbitri: Barbu, Badiu |
| 22 ianuarie 2014 18:00 | Cronica           |         |           | Sala Polivalentă „Danubius”, Brăila Arbitri: Barbu, Badiu |

### Etapa a XIV-a
| 25 ianuarie 2014 11:00 | Corona Brașov | 35 - 26 | „U” Jolidon Cluj | Sala Sporturilor Dumitru Popescu Colibași, Brașov Asistență: 500 Arbitri: Barbu, Ciurea |
| 25 ianuarie 2014 11:00 | Brădeanu 9    | (16-14) | Senocico 9       | Sala Sporturilor Dumitru Popescu Colibași, Brașov Asistență: 500 Arbitri: Barbu, Ciurea |
| 25 ianuarie 2014 11:00 | 3×            | Cronica | 5× 2×            | Sala Sporturilor Dumitru Popescu Colibași, Brașov Asistență: 500 Arbitri: Barbu, Ciurea |

| 25 ianuarie 2014 11:00 | HCM Baia Mare | 33 - 17 | CSM Ploiești | Sala Sporturilor Lascăr Pană, Baia Mare Asistență: 2.300 Arbitri: Muntean, Turdean |
| 25 ianuarie 2014 11:00 | Nechita 7     | (16-9)  | Georgescu 7  | Sala Sporturilor Lascăr Pană, Baia Mare Asistență: 2.300 Arbitri: Muntean, Turdean |
| 25 ianuarie 2014 11:00 | 3×            | Cronica | 4×           | Sala Sporturilor Lascăr Pană, Baia Mare Asistență: 2.300 Arbitri: Muntean, Turdean |

| 25 ianuarie 2014 11:00 | HCM Roman  | 28 - 24 | CSU Neptun Constanța | Sala Polivalentă, Roman Arbitri: Nacu, Rucoi |
| 25 ianuarie 2014 11:00 | Krumova 12 | (11-12) | Șeiko, Tiron 9       | Sala Polivalentă, Roman Arbitri: Nacu, Rucoi |
| 25 ianuarie 2014 11:00 | 1×         | Cronica | 3×                   | Sala Polivalentă, Roman Arbitri: Nacu, Rucoi |

| 25 ianuarie 2014 15:00 | HC Zalău                   | 21 - 19 | HC Dunărea Brăila | Sala Sporturilor, Zalău Arbitri: Barbu, Manafu |
| 25 ianuarie 2014 15:00 | Bădiță, Ciuciulete, Pera 5 | (9-11)  | Horjea 8          | Sala Sporturilor, Zalău Arbitri: Barbu, Manafu |
| 25 ianuarie 2014 15:00 | 2× 1×                      | Cronica | 5× 3× 1×          | Sala Sporturilor, Zalău Arbitri: Barbu, Manafu |

| 25 ianuarie 2014 18:00 | CSM Cetate Deva | 32 - 26 | SCM Craiova | Sala Sporturilor, Deva Asistență: 800 Arbitri: Năstase, Stancu |
| 25 ianuarie 2014 18:00 | Cartaș 10       | (15-13) | Amariei 5   | Sala Sporturilor, Deva Asistență: 800 Arbitri: Năstase, Stancu |
| 25 ianuarie 2014 18:00 | Cronica         |         |             | Sala Sporturilor, Deva Asistență: 800 Arbitri: Năstase, Stancu |

| 5 februarie 2014 14:00 | CSM București | 31 - 26 | HCM Râmnicu Vâlcea | Sala Rapid, București Arbitri: Vlad, Velișca |
| 5 februarie 2014 14:00 | Vărzaru 13    | (18-11) | Luca 12            | Sala Rapid, București Arbitri: Vlad, Velișca |
| 5 februarie 2014 14:00 | 6× 1×         | Cronica | 5×                 | Sala Rapid, București Arbitri: Vlad, Velișca |

### Etapa a XV-a
| 29 ianuarie 2014 18:00 | „U” Jolidon Cluj | 33 - 22 | SCM Craiova | Sala Sporturilor Horia Demian, Cluj Arbitri: Blas, Ghiorghișor |
| 29 ianuarie 2014 18:00 | Senocico 11      | (18-10) | Hașegan 5   | Sala Sporturilor Horia Demian, Cluj Arbitri: Blas, Ghiorghișor |
| 29 ianuarie 2014 18:00 | Cronica          |         |             | Sala Sporturilor Horia Demian, Cluj Arbitri: Blas, Ghiorghișor |

| 1 februarie 2014 11:00 | CSM Ploiești | 10 - 03) (28 - 27) | CSM București | Sala Sporturilor Olimpia, Ploiești Arbitri: Harabagiu, Stănescu |
| 1 februarie 2014 11:00 | Zamfirescu 7 | (15-14)            | Glibko 11     | Sala Sporturilor Olimpia, Ploiești Arbitri: Harabagiu, Stănescu |
| 1 februarie 2014 11:00 | Cronica      |                    |               | Sala Sporturilor Olimpia, Ploiești Arbitri: Harabagiu, Stănescu |

| 1 februarie 2014 11:00 | HCM Râmnicu Vâlcea | 23 - 27 | HCM Roman  | Sala Sporturilor Traian, Râmnicu Vâlcea Arbitri: Dima, Gheorghiu |
| 1 februarie 2014 11:00 | Luca 10            | (10-12) | Băbeanu 12 | Sala Sporturilor Traian, Râmnicu Vâlcea Arbitri: Dima, Gheorghiu |
| 1 februarie 2014 11:00 | Cronica            |         |            | Sala Sporturilor Traian, Râmnicu Vâlcea Arbitri: Dima, Gheorghiu |

| 2 februarie 2014 12:45 | HCM Baia Mare     | 31 - 22 | CSM Cetate Deva | Sala Sporturilor Lascăr Pană, Baia Mare Asistență: 2.700 Arbitri: Costin, Vicea |
| 2 februarie 2014 12:45 | Buceschi, Tătar 6 | (15-9)  | Rusu 7          | Sala Sporturilor Lascăr Pană, Baia Mare Asistență: 2.700 Arbitri: Costin, Vicea |
| 2 februarie 2014 12:45 | 2×                | Cronica | 4×              | Sala Sporturilor Lascăr Pană, Baia Mare Asistență: 2.700 Arbitri: Costin, Vicea |

| 3 februarie 2014 18:00 | HC Dunărea Brăila | 20 - 22 | Corona Brașov | Sala Polivalentă „Danubius”, Brăila Arbitri: Duță, Florescu |
| 3 februarie 2014 18:00 | Horjea 5          | (11-11) | Brădeanu 7    | Sala Polivalentă „Danubius”, Brăila Arbitri: Duță, Florescu |
| 3 februarie 2014 18:00 | Cronica           |         |               | Sala Polivalentă „Danubius”, Brăila Arbitri: Duță, Florescu |

| 4 februarie 2014 18:00 | CSU Neptun Constanța | 21 - 16 | HC Zalău | Sala Sporturilor, Constanța Asistență: 500 Arbitri: Drăgănescu, Eremia |
| 4 februarie 2014 18:00 | Tiron 7              | (11-10) | Pera 9   | Sala Sporturilor, Constanța Asistență: 500 Arbitri: Drăgănescu, Eremia |
| 4 februarie 2014 18:00 | 3×                   | Cronica | 2× 1×    | Sala Sporturilor, Constanța Asistență: 500 Arbitri: Drăgănescu, Eremia |

3) Deși scorul de pe teren în meciul CSM Ploiești-CSM București a fost 28-27 (15-10), CSM București a fost penalizată de FRH pentru folosirea neregulamentară a handbalistei Irina Glibko. Motivul este neachitarea la termen a amenzii de 800 lei stabilite de FRH în urma gestului nesportiv al handbalistei, sancționat cu cartonaș roșu de arbitri, din meciul împotriva HC Dunărea Brăila din Etapa a XII-a. FRH a decis că CSM București va pierde meciul la „masa verde” cu 0-10.

### Etapa a XVI-a
| 6 februarie 2014 17:45 | CSM Cetate Deva | 33 - 30 | „U” Jolidon Cluj | Sala Sporturilor, Deva Arbitri: Stark, Ștefan |
| 6 februarie 2014 17:45 | Cartaș 11       | (19-16) | Vintilă 11       | Sala Sporturilor, Deva Arbitri: Stark, Ștefan |
| 6 februarie 2014 17:45 | 1×              | Cronica | 3×               | Sala Sporturilor, Deva Arbitri: Stark, Ștefan |

| 7 februarie 2014 17:00 | Corona Brașov | 31 - 26 | CSU Neptun Constanța | Sala Sporturilor Dumitru Popescu Colibași, Brașov Arbitri: Stancu, Năstase |
| 7 februarie 2014 17:00 | Zamfir 11     | (15-12) | Șeiko 12             | Sala Sporturilor Dumitru Popescu Colibași, Brașov Arbitri: Stancu, Năstase |
| 7 februarie 2014 17:00 | 1×            | Cronica |                      | Sala Sporturilor Dumitru Popescu Colibași, Brașov Arbitri: Stancu, Năstase |

| 8 februarie 2014 11:00 | HCM Roman | 23 - 20 | CSM Ploiești      | Sala Polivalentă, Roman Arbitri: Băducu, Voicu |
| 8 februarie 2014 11:00 | Băbeanu 8 | (11-9)  | cinci jucătoare 3 | Sala Polivalentă, Roman Arbitri: Băducu, Voicu |
| 8 februarie 2014 11:00 | Cronica   |         |                   | Sala Polivalentă, Roman Arbitri: Băducu, Voicu |

| 8 februarie 2014 11:00 | HC Zalău | 25 - 25 | HCM Râmnicu Vâlcea | Sala Sporturilor, Zalău Arbitri: Muntean, Turdean |
| 8 februarie 2014 11:00 | Pera 10  | (15-15) | Vădineanu 7        | Sala Sporturilor, Zalău Arbitri: Muntean, Turdean |
| 8 februarie 2014 11:00 | 3×       | Cronica | 1×                 | Sala Sporturilor, Zalău Arbitri: Muntean, Turdean |

| 8 februarie 2014 12:30 | CSM București | 25 - 29 | HCM Baia Mare | Sala Rapid, București Asistență: 700 Arbitri: Georgescu, Moldoveanu |
| 8 februarie 2014 12:30 | Glibko 13     | (14-15) | Nechita 8     | Sala Rapid, București Asistență: 700 Arbitri: Georgescu, Moldoveanu |
| 8 februarie 2014 12:30 | 5×            | Cronica | 4× 3×         | Sala Rapid, București Asistență: 700 Arbitri: Georgescu, Moldoveanu |

| 8 februarie 2014 16:30 | SCM Craiova | 23 - 23 | HC Dunărea Brăila | Sala Polivalentă, Craiova Asistență: 1.700 Arbitri: Doană, Gociu |
| 8 februarie 2014 16:30 | Snopova 8   | (10-13) | Horjea 9          | Sala Polivalentă, Craiova Asistență: 1.700 Arbitri: Doană, Gociu |
| 8 februarie 2014 16:30 | Cronica     |         |                   | Sala Polivalentă, Craiova Asistență: 1.700 Arbitri: Doană, Gociu |

### Etapa a XVII-a
| 14 februarie 2014 18:00 | HC Dunărea Brăila | 26 - 25 | „U” Jolidon Cluj | Sala Polivalentă „Danubius”, Brăila Asistență: 1.500 Arbitri: Din, Dinu |
| 14 februarie 2014 18:00 | Horjea 8          | (17-14) | Chintoan 7       | Sala Polivalentă „Danubius”, Brăila Asistență: 1.500 Arbitri: Din, Dinu |
| 14 februarie 2014 18:00 | 5×                | Cronica | 5×               | Sala Polivalentă „Danubius”, Brăila Asistență: 1.500 Arbitri: Din, Dinu |

| 15 februarie 2014 11:00 | HCM Râmnicu Vâlcea | 21 - 24 | Corona Brașov | Sala Sporturilor Traian, Râmnicu Vâlcea Arbitri: Gorina, Melencu |
| 15 februarie 2014 11:00 | Luca 6             | (12-11) | Brădeanu 7    | Sala Sporturilor Traian, Râmnicu Vâlcea Arbitri: Gorina, Melencu |
| 15 februarie 2014 11:00 | Cronica            |         |               | Sala Sporturilor Traian, Râmnicu Vâlcea Arbitri: Gorina, Melencu |

| 15 februarie 2014 11:00 | CSM Ploiești | 21 - 28 | HC Zalău         | Sala Sporturilor Olimpia, Ploiești Arbitri: Blas, Ghiorghișor |
| 15 februarie 2014 11:00 | Zamfirescu 6 | (15-11) | Constantinescu 8 | Sala Sporturilor Olimpia, Ploiești Arbitri: Blas, Ghiorghișor |
| 15 februarie 2014 11:00 | 2×           | Cronica | 4×               | Sala Sporturilor Olimpia, Ploiești Arbitri: Blas, Ghiorghișor |

| 15 februarie 2014 12:00 | CSU Neptun Constanța | 24 - 24 | SCM Craiova | Sala Sporturilor, Constanța Asistență: 200 Arbitri: Badiu, Barbu |
| 15 februarie 2014 12:00 | Șeiko 10             | (13-14) | Dincă 5     | Sala Sporturilor, Constanța Asistență: 200 Arbitri: Badiu, Barbu |
| 15 februarie 2014 12:00 | 2×                   | Cronica | 4×          | Sala Sporturilor, Constanța Asistență: 200 Arbitri: Badiu, Barbu |

| 15 februarie 2014 12:00 | CSM București | 25 - 23 | CSM Cetate Deva | Sala Rapid, București Arbitri: Băducu, Voicu |
| 15 februarie 2014 12:00 | Vărzaru 8     | (11-14) | Petrinja 6      | Sala Rapid, București Arbitri: Băducu, Voicu |
| 15 februarie 2014 12:00 | 8× 1×         | Cronica | 6×              | Sala Rapid, București Arbitri: Băducu, Voicu |

| 15 februarie 2014 15:00 | HCM Baia Mare | 31 - 28 | HCM Roman        | Sala Sporturilor Lascăr Pană, Baia Mare Asistență: 2.000 Arbitri: Gurbina, Stanciu |
| 15 februarie 2014 15:00 | Buceschi 7    | (17-12) | Druțu, Krumova 7 | Sala Sporturilor Lascăr Pană, Baia Mare Asistență: 2.000 Arbitri: Gurbina, Stanciu |
| 15 februarie 2014 15:00 | 2×            | Cronica | 3×               | Sala Sporturilor Lascăr Pană, Baia Mare Asistență: 2.000 Arbitri: Gurbina, Stanciu |

### Etapa a XVIII-a
| 18 februarie 2014 19:15 | HC Zalău          | 21 - 33 | HCM Baia Mare | Sala Sporturilor, Zalău Asistență: 1.000 Arbitri: Băducu, Voicu |
| 18 februarie 2014 19:15 | Constantinescu 13 | (8-17)  | Buceschi 11   | Sala Sporturilor, Zalău Asistență: 1.000 Arbitri: Băducu, Voicu |
| 18 februarie 2014 19:15 | 3× 4×             | Cronica | 7× 4×         | Sala Sporturilor, Zalău Asistență: 1.000 Arbitri: Băducu, Voicu |

| 19 februarie 2014 16:00 | SCM Craiova            | 23 - 22 | HCM Râmnicu Vâlcea             | Sala Polivalentă, Craiova Arbitri: Blas, Ghiorghișor |
| 19 februarie 2014 16:00 | Amariei, Han, Ianași 4 | (12-12) | Cherăscu, Lazarin, Vădineanu 5 | Sala Polivalentă, Craiova Arbitri: Blas, Ghiorghișor |
| 19 februarie 2014 16:00 | 1×                     | Cronica | 3×                             | Sala Polivalentă, Craiova Arbitri: Blas, Ghiorghișor |

| 19 februarie 2014 17:00 | HCM Roman | 27 - 20 | CSM București | Sala Polivalentă, Roman Arbitri: Badiu, Barbu |
| 19 februarie 2014 17:00 | Krumova 7 | (17-14) | Dobrin 4      | Sala Polivalentă, Roman Arbitri: Badiu, Barbu |
| 19 februarie 2014 17:00 | 4×        | Cronica | 9×            | Sala Polivalentă, Roman Arbitri: Badiu, Barbu |

| 19 februarie 2014 18:00 | Corona Brașov | 35 - 20 | CSM Ploiești | Sala Sporturilor Dumitru Popescu Colibași, Brașov Arbitri: Doană, Gociu |
| 19 februarie 2014 18:00 | Zamfir 8      | (17-9)  | Ștefan 5     | Sala Sporturilor Dumitru Popescu Colibași, Brașov Arbitri: Doană, Gociu |
| 19 februarie 2014 18:00 | Cronica       |         |              | Sala Sporturilor Dumitru Popescu Colibași, Brașov Arbitri: Doană, Gociu |

| 19 februarie 2014 18:00 | CSM Cetate Deva | 24 - 25 | HC Dunărea Brăila | Sala Sporturilor, Deva Arbitri: Belean, Călina |
| 19 februarie 2014 18:00 | Tóth 9          | (10-12) | Moldovan 9        | Sala Sporturilor, Deva Arbitri: Belean, Călina |
| 19 februarie 2014 18:00 |                 | Cronica | 2×                | Sala Sporturilor, Deva Arbitri: Belean, Călina |

| 19 februarie 2014 18:00 | „U” Jolidon Cluj | 31 - 21 | CSU Neptun Constanța | Sala Sporturilor Horia Demian, Cluj Arbitri: Fânață, Hendrea |
| 19 februarie 2014 18:00 | Popa 8           | (15-11) | Tiron 5              | Sala Sporturilor Horia Demian, Cluj Arbitri: Fânață, Hendrea |
| 19 februarie 2014 18:00 | 3×               | Cronica | 4×                   | Sala Sporturilor Horia Demian, Cluj Arbitri: Fânață, Hendrea |

### Etapa a XIX-a
| 22 februarie 2014 11:00 | CSM Ploiești                  | 27 - 26 | SCM Craiova | Sala Sporturilor Olimpia, Ploiești Arbitri: Stancu, Năstase |
| 22 februarie 2014 11:00 | Iovănescu, Roman, Vasilescu 5 | (13-14) | Snopova 7   | Sala Sporturilor Olimpia, Ploiești Arbitri: Stancu, Năstase |
| 22 februarie 2014 11:00 | 5×                            | Cronica | 4×          | Sala Sporturilor Olimpia, Ploiești Arbitri: Stancu, Năstase |

| 22 februarie 2014 11:00 | HCM Roman | 27 - 19 | CSM Cetate Deva | Sala Polivalentă, Roman Arbitri: Georgescu, Moldoveanu |
| 22 februarie 2014 11:00 | Druțu 7   | (13-11) | Cartaș 7        | Sala Polivalentă, Roman Arbitri: Georgescu, Moldoveanu |
| 22 februarie 2014 11:00 | Cronica   |         |                 | Sala Polivalentă, Roman Arbitri: Georgescu, Moldoveanu |

| 22 februarie 2014 11:00 | HCM Râmnicu Vâlcea       | 25 - 30 | „U” Jolidon Cluj | Sala Sporturilor Traian, Râmnicu Vâlcea Arbitri: Drăgănescu, Eremia |
| 22 februarie 2014 11:00 | Craiu, Luca, Vădineanu 4 | (12-13) | Senocico 10      | Sala Sporturilor Traian, Râmnicu Vâlcea Arbitri: Drăgănescu, Eremia |
| 22 februarie 2014 11:00 | 2×                       | Cronica | 2×               | Sala Sporturilor Traian, Râmnicu Vâlcea Arbitri: Drăgănescu, Eremia |

| 22 februarie 2014 11:00 | CSU Neptun Constanța | 16 - 23 | HC Dunărea Brăila | Sala Sporturilor, Constanța Arbitri: Duță, Florescu |
| 22 februarie 2014 11:00 | Tiron 5              | (9-12)  | Horjea 9          | Sala Sporturilor, Constanța Arbitri: Duță, Florescu |
| 22 februarie 2014 11:00 | Cronica              |         |                   | Sala Sporturilor, Constanța Arbitri: Duță, Florescu |

| 23 februarie 2014 14:35 | HCM Baia Mare   | 23 - 22 | Corona Brașov | Sala Sporturilor Lascăr Pană, Baia Mare Asistență: 3.000 Arbitri: Barbu, Manafu |
| 23 februarie 2014 14:35 | Ardean-Elisei 7 | (12-13) | Brădeanu 7    | Sala Sporturilor Lascăr Pană, Baia Mare Asistență: 3.000 Arbitri: Barbu, Manafu |
| 23 februarie 2014 14:35 | 1× 3×           | Cronica | 5× 3×         | Sala Sporturilor Lascăr Pană, Baia Mare Asistență: 3.000 Arbitri: Barbu, Manafu |

| 24 februarie 2014 18:00 | CSM București | 26 - 23 | HC Zalău          | Sala Rapid, București Asistență: 500 Arbitri: Harabagiu, Stănescu |
| 24 februarie 2014 18:00 | Vărzaru 7     | (12-15) | Constantinescu 11 | Sala Rapid, București Asistență: 500 Arbitri: Harabagiu, Stănescu |
| 24 februarie 2014 18:00 | 4× 3×         | Cronica | 2×                | Sala Rapid, București Asistență: 500 Arbitri: Harabagiu, Stănescu |

### Etapa a XX-a
| 25 februarie 2014 18:00 | „U” Jolidon Cluj    | 34 - 28 | CSM Ploiești | Sala Sporturilor Horia Demian, Cluj Arbitri: Duță, Florescu |
| 25 februarie 2014 18:00 | Senocico, Vintilă 7 | (17-14) | Roman 8      | Sala Sporturilor Horia Demian, Cluj Arbitri: Duță, Florescu |
| 25 februarie 2014 18:00 | 3×                  | Cronica |              | Sala Sporturilor Horia Demian, Cluj Arbitri: Duță, Florescu |

| 28 februarie 2014 18:00 | HC Zalău         | 22 - 19 | HCM Roman                | Sala Sporturilor, Zalău Asistență: 300 Arbitri: Barbu, Ciurea |
| 28 februarie 2014 18:00 | Constantinescu 9 | (11-9)  | Băbeanu, Iuganu, Pavăl 3 | Sala Sporturilor, Zalău Asistență: 300 Arbitri: Barbu, Ciurea |
| 28 februarie 2014 18:00 | 6× 2× 1×         | Cronica | 2× 3×                    | Sala Sporturilor, Zalău Asistență: 300 Arbitri: Barbu, Ciurea |

| 28 februarie 2014 19:45 | Corona Brașov | 26 - 22 | CSM București | Sala Sporturilor Dumitru Popescu Colibași, Brașov Arbitri: Belean, Călina |
| 28 februarie 2014 19:45 | Zamfir 9      | (11-9)  | Vărzaru 7     | Sala Sporturilor Dumitru Popescu Colibași, Brașov Arbitri: Belean, Călina |
| 28 februarie 2014 19:45 | Cronica       |         |               | Sala Sporturilor Dumitru Popescu Colibași, Brașov Arbitri: Belean, Călina |

| 2 martie 2014 19:00 | CSM Cetate Deva  | 25 - 21 | CSU Neptun Constanța | Sala Sporturilor, Deva Asistență: 1.000 Arbitri: Șerbu, Vasilescu |
| 2 martie 2014 19:00 | Cartaș, Simion 5 | (14-9)  | Tiron 6              | Sala Sporturilor, Deva Asistență: 1.000 Arbitri: Șerbu, Vasilescu |
| 2 martie 2014 19:00 | Cronica          |         |                      | Sala Sporturilor, Deva Asistență: 1.000 Arbitri: Șerbu, Vasilescu |

| 2 martie 2014 11:00 | HC Dunărea Brăila         | 28 - 26 | HCM Râmnicu Vâlcea | Sala Polivalentă „Danubius”, Brăila Arbitri: Stancu, Năstase |
| 2 martie 2014 11:00 | Brot, Moldovan, Perianu 6 | (12-13) | Luca 9             | Sala Polivalentă „Danubius”, Brăila Arbitri: Stancu, Năstase |
| 2 martie 2014 11:00 | 2×                        | Cronica | 5×                 | Sala Polivalentă „Danubius”, Brăila Arbitri: Stancu, Năstase |

| 3 martie 2014 19:30 | SCM Craiova | 0 - 104) | HCM Baia Mare | Sala Polivalentă, Craiova Asistență: 2.000 Arbitri: Sas, Pintea |
| 3 martie 2014 19:30 | Cronica     |          |               | Sala Polivalentă, Craiova Asistență: 2.000 Arbitri: Sas, Pintea |
| 3 martie 2014 19:30 |             |          |               | Sala Polivalentă, Craiova Asistență: 2.000 Arbitri: Sas, Pintea |

4) SCM Craiova a fost sancționată pentru că handbalistele sale aveau vizele medicale expirate. Deși în Sala Polivalentă din Craiova se aflau peste 2000 de spectatori, partida nu s-a mai disputat. FRH a decis că SCM Craiova va pierde meciul la „masa verde” cu 0-10.

### Etapa a XXI-a
| 7 martie 2014 18:00 | HC Zalău | 22 - 17 | CSM Cetate Deva | Sala Sporturilor, Zalău Arbitri: Stark, Ștefan |
| 7 martie 2014 18:00 | Pera 9   | (10-8)  | Cartaș 7        | Sala Sporturilor, Zalău Arbitri: Stark, Ștefan |
| 7 martie 2014 18:00 | 3×       | Cronica | 3×              | Sala Sporturilor, Zalău Arbitri: Stark, Ștefan |

| 7 martie 2014 19:30 | HCM Roman | 27 - 24 | Corona Brașov | Sala Polivalentă, Roman Arbitri: Gurbina, Stanciu |
| 7 martie 2014 19:30 | Băbeanu 9 | (16-12) | Apetrei 7     | Sala Polivalentă, Roman Arbitri: Gurbina, Stanciu |
| 7 martie 2014 19:30 | Cronica   |         |               | Sala Polivalentă, Roman Arbitri: Gurbina, Stanciu |

| 8 martie 2014 10:00 | CSM Ploiești | 27 - 31 | HC Dunărea Brăila | Sala Sporturilor Olimpia, Ploiești Arbitri: Muntean, Turdean |
| 8 martie 2014 10:00 | Zamfirescu 5 | (13-17) | Moldovan 9        | Sala Sporturilor Olimpia, Ploiești Arbitri: Muntean, Turdean |
| 8 martie 2014 10:00 | 3×           | Cronica | 3×                | Sala Sporturilor Olimpia, Ploiești Arbitri: Muntean, Turdean |

| 8 martie 2014 11:00 | HCM Râmnicu Vâlcea | 32 - 33 | CSU Neptun Constanța | Sala Sporturilor Traian, Râmnicu Vâlcea Asistență: 300 Arbitri: Belean, Călina |
| 8 martie 2014 11:00 | Luca 9             | (15-15) | Șeiko 12             | Sala Sporturilor Traian, Râmnicu Vâlcea Asistență: 300 Arbitri: Belean, Călina |
| 8 martie 2014 11:00 | Cronica            |         |                      | Sala Sporturilor Traian, Râmnicu Vâlcea Asistență: 300 Arbitri: Belean, Călina |

| 9 martie 2014 11:30 | CSM București | 25 - 23 | SCM Craiova | Sala Rapid, București Asistență: 500 Arbitri: Fânață, Hendrea |
| 9 martie 2014 11:30 | Glibko 10     | (15-15) | Tivadar 10  | Sala Rapid, București Asistență: 500 Arbitri: Fânață, Hendrea |
| 9 martie 2014 11:30 | 4× 3×         | Cronica | 2× 4×       | Sala Rapid, București Asistență: 500 Arbitri: Fânață, Hendrea |

| 12 martie 2014 19:45 | HCM Baia Mare | 35 - 27 | „U” Jolidon Cluj | Sala Sporturilor Lascăr Pană, Baia Mare Asistență: 2.300 Arbitri: Nacu, Rucoi |
| 12 martie 2014 19:45 | Marin 6       | (19-14) | Senocico 6       | Sala Sporturilor Lascăr Pană, Baia Mare Asistență: 2.300 Arbitri: Nacu, Rucoi |
| 12 martie 2014 19:45 | 1×            | Cronica | 2×               | Sala Sporturilor Lascăr Pană, Baia Mare Asistență: 2.300 Arbitri: Nacu, Rucoi |

### Etapa a XXII-a
| 14 martie 2014 18:00 | Corona Brașov     | 28 - 23 | HC Zalău | Sala Sporturilor Dumitru Popescu Colibași, Brașov Arbitri: Vasilescu, Șerbu |
| 14 martie 2014 18:00 | Brădeanu, Hotea 5 | (14-12) | Pera 7   | Sala Sporturilor Dumitru Popescu Colibași, Brașov Arbitri: Vasilescu, Șerbu |
| 14 martie 2014 18:00 | Cronica           |         |          | Sala Sporturilor Dumitru Popescu Colibași, Brașov Arbitri: Vasilescu, Șerbu |

| 15 martie 2014 12:00 | CSU Neptun Constanța | 33 - 28 | CSM Ploiești          | Sala Sporturilor, Constanța Arbitri: Băducu, Voicu |
| 15 martie 2014 12:00 | Șeiko 10             | (21-10) | Curtean, Zamfirescu 5 | Sala Sporturilor, Constanța Arbitri: Băducu, Voicu |
| 15 martie 2014 12:00 | 4×                   | Cronica |                       | Sala Sporturilor, Constanța Arbitri: Băducu, Voicu |

| 16 martie 2014 12:00 | „U” Jolidon Cluj | 19 - 20 | CSM București | Sala Sporturilor Horia Demian, Cluj Arbitri: Constantin, Iacob |
| 16 martie 2014 12:00 | Senocico 8       | (7-12)  | Vărzaru 5     | Sala Sporturilor Horia Demian, Cluj Arbitri: Constantin, Iacob |
| 16 martie 2014 12:00 | Cronica          |         |               | Sala Sporturilor Horia Demian, Cluj Arbitri: Constantin, Iacob |

| 16 martie 2014 17:30 | CSM Cetate Deva | 28 - 23 | HCM Râmnicu Vâlcea | Sala Sporturilor, Deva Asistență: 800 Arbitri: Doană, Gociu |
| 16 martie 2014 17:30 | Cartaș 10       | (12-11) | Luca 9             | Sala Sporturilor, Deva Asistență: 800 Arbitri: Doană, Gociu |
| 16 martie 2014 17:30 | Cronica         |         |                    | Sala Sporturilor, Deva Asistență: 800 Arbitri: Doană, Gociu |

| 17 martie 2014 18:00 | SCM Craiova | 21 - 22 | HCM Roman  | Sala Polivalentă, Craiova Arbitri: Din, Dinu |
| 17 martie 2014 18:00 | Ilie 5      | (10-12) | Băbeanu 10 | Sala Polivalentă, Craiova Arbitri: Din, Dinu |
| 17 martie 2014 18:00 | 6×          | Cronica | 4×         | Sala Polivalentă, Craiova Arbitri: Din, Dinu |

| 17 martie 2014 18:00 | HC Dunărea Brăila | 20 - 22 | HCM Baia Mare   | Sala Polivalentă „Danubius”, Brăila Asistență: 2.000 Arbitri: Stancu, Năstase |
| 17 martie 2014 18:00 | Perianu 6         | (10-13) | Ardean-Elisei 7 | Sala Polivalentă „Danubius”, Brăila Asistență: 2.000 Arbitri: Stancu, Năstase |
| 17 martie 2014 18:00 | 3×                | Cronica | 4× 1×           | Sala Polivalentă „Danubius”, Brăila Asistență: 2.000 Arbitri: Stancu, Năstase |

### Clasamentul la sfârșitul sezonului regulat
Actualizat pe 17 martie 2014
|  | Echipe calificate în Play-off |

| Poz. | Echipa               | J  | V  | E | Î  | GM  | GP  | DG    | P  | Play-off și Play-out |
| ---- | -------------------- | -- | -- | - | -- | --- | --- | ----- | -- | -------------------- |
| 1    | HCM Baia Mare        | 22 | 21 | 0 | 1  | 622 | 472 | + 150 | 63 | Play-off             |
| 2    | Corona Brașov        | 22 | 17 | 1 | 4  | 627 | 531 | + 96  | 52 | Play-off             |
| 3    | HCM Roman            | 22 | 14 | 1 | 7  | 522 | 490 | + 32  | 43 | Play-off             |
| 4    | HC Dunărea Brăila    | 22 | 13 | 2 | 7  | 519 | 486 | + 33  | 41 | Play-off             |
| 5    | „U” Jolidon Cluj     | 22 | 12 | 0 | 10 | 626 | 597 | + 29  | 36 | Play-off             |
| 6    | HC Zalău             | 22 | 11 | 1 | 10 | 503 | 503 | 0     | 34 | Play-off             |
| 7    | CSM București5)      | 22 | 11 | 1 | 10 | 531 | 538 | - 7   | 33 | Play-out             |
| 8    | CSM Cetate Deva3)    | 22 | 8  | 3 | 11 | 554 | 550 | + 4   | 27 | Play-out             |
| 9    | Neptun Constanța2)   | 22 | 6  | 2 | 14 | 511 | 581 | - 70  | 20 | Play-out             |
| 10   | SCM Craiova4,6)      | 22 | 6  | 3 | 13 | 487 | 535 | - 48  | 19 | Play-out             |
| 11   | CSM Ploiești         | 22 | 4  | 1 | 17 | 507 | 624 | - 117 | 13 | Play-out             |
| 12   | HCM Râmnicu Vâlcea1) | 22 | 0  | 3 | 19 | 514 | 616 | - 102 | 3  | Play-out             |

## Play-Off și Play-Out
Sezonul 2013-2014 al Ligii Naționale de handbal feminin este primul în care Federația Română de Handbal a introdus un format final de tip Play-Off și Play-Out. La finalul sezonului regulat, echipele participante vor fi împărțite în două serii valorice, în funcție de locurile ocupate în clasament. Prima serie, alcătuită din formațiile clasate pe locurile 1-6 la sfârșitul sezonului regulat, va disputa meciurile în sistem Play-Off. A doua serie, alcătuită din formațiile clasate pe locurile 7-14 la sfârșitul sezonului regulat, va disputa meciurile în sistem Play-Out.

### Play-Off

#### Faza I
| Echipa 1      | Echipa a 2-a      | Manșa 1 | Manșa a 2-a | Manșa a 3-a         |
| ------------- | ----------------- | ------- | ----------- | ------------------- |
| HCM Baia Mare | HC Zalău          | 33 - 23 | 28 - 21     | Nu s-a mai disputat |
| Corona Brașov | „U” Jolidon Cluj  | 29 - 28 | 34 - 26     | Nu s-a mai disputat |
| HCM Roman     | HC Dunărea Brăila | 23 - 26 | 18 - 18     | Nu s-a mai disputat |

#### Faza a II-a
|                | Corona Brașov | HCM Baia Mare | HC Dunărea Brăila |
| -------------- | ------------- | ------------- | ----------------- |
| Corona Brașov  | –             | 30 - 35       | 31 - 27           |
| HCM Baia Mare  | 38 - 33       | –             | 38 - 24           |
| Dunărea Brăila | 19 - 33       | 26 - 30       | –                 |

|                  | HCM Roman | „U” Jolidon Cluj | HC Zalău |
| ---------------- | --------- | ---------------- | -------- |
| HCM Roman        | –         | 31 - 27          | 27 - 22  |
| „U” Jolidon Cluj | 24 - 23   | –                | 26 - 23  |
| HC Zalău         | 34 - 27   | 25 - 26          | –        |

### Play-Out

#### Faza I
| Echipa 1             | Echipa a 2-a       | Manșa 1 | Manșa a 2-a | Manșa a 3-a         |
| -------------------- | ------------------ | ------- | ----------- | ------------------- |
| CSM București        | HCM Râmnicu Vâlcea | 26 - 20 | 29 - 22     | Nu s-a mai disputat |
| CSM Cetate Deva      | CSM Ploiești       | 27 - 32 | 31 - 29     | 25 - 21             |
| CSU Neptun Constanța | SCM Craiova        | 18 - 23 | 20 - 23     | Nu s-a mai disputat |

#### Faza a II-a
|                 | CSM București | SCM Craiova | CSM Cetate Deva |
| --------------- | ------------- | ----------- | --------------- |
| CSM București   | –             | 31 - 18     | 32 - 20         |
| SCM Craiova     | 33 - 30       | –           | 30 - 22         |
| CSM Cetate Deva | 21 - 26       | 19 - 17     | –               |

|                  | HCM Rm. Vâlcea | Neptun Constanța | CSM Ploiești |
| ---------------- | -------------- | ---------------- | ------------ |
| HCM Rm. Vâlcea   | –              | 26 - 17          | 27 - 19      |
| Neptun Constanța | 24 - 16        | –                | 31 - 20      |
| CSM Ploiești     | 29 - 30        | 22 - 22          | –            |

## Promovare și retrogradare
Începând cu ediția 2014-2015, Liga Națională de handbal feminin va reveni la formatul cu 14 echipe. FRH a decis că echipele clasate pe ultimele două locuri în Liga Națională, sezonul 2013-2014, nu vor retrograda direct, ci vor disputa un turneu de baraj împreună cu echipele clasate pe locul 2 în cele două serii ale Diviziei A. Primele două clasate vor rămâne sau, după caz, vor promova în Liga Națională.
Turneul de baraj s-a desfășurat după sistemul fiecare cu fiecare, iar meciurile s-au organizat în Sala Transilvania din Sibiu, între 2 și 4 iunie 2014. În urma disputării partidelor, CSU Neptun Constanța și CSM Ploiești au terminat pe primele două locuri și au rămas în Liga Națională și în sezonul următor.
Ca și în edițiile anterioare, echipele clasate pe locul 1 în cele două serii ale Diviziei A au promovat direct în Liga Națională. Aceste echipe sunt CSM Unirea Slobozia, câștigătoare a seriei A, respectiv SC Mureșul Târgu Mureș, câștigătoare a seriei B.
|                  | Neptun Constanța | CSM Ploiești | HM Buzău | HC Alba Sebeș |
| ---------------- | ---------------- | ------------ | -------- | ------------- |
| Neptun Constanța | –                | 38 - 19      | –        | 29 - 20       |
| CSM Ploiești     | –                | –            | –        | 25 - 22       |
| HM Buzău         | 23 - 24          | 30 - 33      | –        | –             |
| HC Alba Sebeș    | –                | –            | 28 - 28  | –             |

## Top marcatoare
| Poz. | Nume                       | Echipă             | Goluri |
| ---- | -------------------------- | ------------------ | ------ |
| 1    | Janina Luca (ROU)          | HCM Râmnicu Vâlcea | 158    |
| 2    | Carmen Cartaș (ROU)        | Cetate Deva        | 154    |
| 3    | Daniela Băbeanu (ROU)      | HCM Roman          | 150    |
| 3    | Mihaela Ani-Senocico (ROU) | „U” Jolidon Cluj   | 150    |
| 5    | Irina Glibko (UKR)         | CSM București      | 144    |
| 6    | Alla Șeiko (UKR)           | Neptun Constanța   | 138    |
| 7    | Bianca Tiron (ROU)         | Neptun Constanța   | 132    |
| 8    | Maria Constantinescu (ROU) | HC Zalău           | 129    |
| 9    | Aurelia Brădeanu (ROU)     | Corona Brașov      | 127    |
| 10   | Florina Chintoan (ROU)     | „U” Jolidon Cluj   | 122    |
| 11   | Mirela Roman (ROU)         | CSM Ploiești       | 118    |
| 12   | Ada Moldovan (ROU)         | HC Dunărea Brăila  | 113    |
| 13   | Alina Horjea (ROU)         | HC Dunărea Brăila  | 105    |
| 14   | Simona Vintilă (ROU)       | „U” Jolidon Cluj   | 104    |
| 15   | Gabriela Perianu (ROU)     | HC Dunărea Brăila  | 98     |
| 16   | Cristina Vărzaru (ROU)     | CSM București      | 89     |
| 17   | Andreea Enescu (ROU)       | Neptun Constanța   | 88     |
| 18   | Eliza Buceschi (ROU)       | HCM Baia Mare      | 85     |
| 19   | Ramona Farcău (ROU)        | HC Dunărea Brăila  | 82     |
| 20   | Cristina Zamfir (ROU)      | Corona Brașov      | 80     |

| Poz. | Nume                       | Echipă             | Goluri |
| ---- | -------------------------- | ------------------ | ------ |
| 1    | Carmen Cartaș (ROU)        | Cetate Deva        | 205    |
| 2    | Mihaela Ani-Senocico (ROU) | „U” Jolidon Cluj   | 202    |
| 3    | Janina Luca (ROU)          | HCM Râmnicu Vâlcea | 189    |
| 4    | Daniela Băbeanu (ROU)      | HCM Roman          | 182    |
| 5    | Maria Constantinescu (ROU) | HC Zalău           | 181    |
| 6    | Irina Glibko (UKR)         | CSM București      | 180    |
| 7    | Alla Șeiko (UKR)           | Neptun Constanța   | 166    |
| 8    | Bianca Tiron (ROU)         | Neptun Constanța   | 164    |
| 9    | Aurelia Brădeanu (ROU)     | Corona Brașov      | 162    |
| 10   | Mirela Roman (ROU)         | CSM Ploiești       | 154    |
| 11   | Ada Moldovan (ROU)         | HC Dunărea Brăila  | 152    |
| 12   | Florina Chintoan (ROU)     | „U” Jolidon Cluj   | 149    |
| 13   | Alina Horjea (ROU)         | HC Dunărea Brăila  | 133    |
| 14   | Simona Vintilă (ROU)       | „U” Jolidon Cluj   | 130    |
| 15   | Cristina Vărzaru (ROU)     | CSM București      | 129    |
| 16   | Gabriela Perianu (ROU)     | HC Dunărea Brăila  | 122    |
| 17   | Cristina Zamfir (ROU)      | Corona Brașov      | 111    |
| 18   | Eliza Buceschi (ROU)       | HCM Baia Mare      | 103    |
| 19   | Melinda Geiger (ROU)       | HCM Baia Mare      | 102    |
| 20   | Ramona Farcău (ROU)        | HC Dunărea Brăila  | 100    |